# Liste des sélectionnés en équipe d'Italie de rugby à XV
La liste des joueurs sélectionnés en équipe d'Italie de rugby à XV comprend 736 joueurs au 12 novembre 2024, le dernier étant Loris Zarantonello retenu pour la première fois en équipe nationale le 5 juillet 2024 contre les Samoa. Le premier Italien sélectionné est Enrico Allevi le 20 mai 1929 contre l'Espagne. L'ordre établi prend en compte la date de la première sélection, puis la qualité de titulaire ou remplaçant et enfin l'ordre alphabétique.

## 1 à 100
| Nom                      | No  | Première sélection                           | Dernière sélection                             | Matchs | Points |
| ------------------------ | --- | -------------------------------------------- | ---------------------------------------------- | ------ | ------ |
| Enrico Allevi            | 1   | le 20 mai 1929 contre l'Espagne              | le 12 février 1933 contre la Tchécoslovaquie   | 2      | 0      |
| Tommaso Altissimi        | 2   | le 20 mai 1929 contre l'Espagne              | le 20 mai 1929 contre l'Espagne                | 1      | 0      |
| Aldo Balducci            | 3   | le 20 mai 1929 contre l'Espagne              | le 20 mai 1929 contre l'Espagne                | 1      | 0      |
| Vittorio Barzaghi        | 4   | le 20 mai 1929 contre l'Espagne              | le 12 février 1933 contre la Tchécoslovaquie   | 3      | 0      |
| Ottavio Bottonelli       | 5   | le 20 mai 1929 contre l'Espagne              | le 11 février 1939 contre l'Allemagne          | 6      | 0      |
| Luigi Bricchi            | 6   | le 20 mai 1929 contre l'Espagne              | le 16 avril 1933 contre la Tchécoslovaquie     | 3      | 0      |
| Lucio Cesani             | 7   | le 20 mai 1929 contre l'Espagne              | le 22 avril 1935 contre France A               | 4      | 0      |
| Domenico Dondana         | 8   | le 20 mai 1930 contre l'Espagne              | le 29 mai 1930 contre l'Espagne                | 2      | 0      |
| Giovanni Dora            | 9   | le 20 mai 1929 contre l'Espagne              | le 20 mai 1929 contre l'Espagne                | 1      | 0      |
| Alberto Modonesi         | 10  | le 20 mai 1929 contre l'Espagne              | le 20 mai 1929 contre l'Espagne                | 1      | 0      |
| Piero Paselli            | 11  | le 20 mai 1929 contre l'Espagne              | le 12 février 1933 contre la Tchécoslovaquie   | 3      | 0      |
| Carlo Raffo              | 12  | le 20 mai 1929 contre l'Espagne              | le 10 octobre 1937 contre la Belgique          | 6      | 0      |
| Paolo Vinci II           | 13  | le 20 mai 1929 contre l'Espagne              | le 12 février 1933 contre la Tchécoslovaquie   | 3      | 3      |
| Francesco Vinci III      | 14  | le 20 mai 1929 contre l'Espagne              | le 5 mai 1940 contre l'Allemagne               | 15     | 20     |
| Pietro Vinci IV          | 15  | le 20 mai 1929 contre l'Espagne              | le 11 février 1939 contre l'Allemagne          | 13     | 0      |
| Amando Nisti             | 16  | le 20 mai 1929 contre l'Espagne              | le 29 mai 1930 contre l'Espagne                | 2      | 0      |
| Giovanni Paolin          | 17  | le 20 mai 1929 contre l'Espagne              | le 20 mai 1929 contre l'Espagne                | 1      | 0      |
| Eugenio Vinci I          | 18  | le 20 mai 1929 contre l'Espagne              | le 20 mai 1929 contre l'Espagne                | 1      | 0      |
| Giuseppe Bigi            | 19  | le 29 mai 1930 contre l'Espagne              | le 12 février 1933 contre la Tchécoslovaquie   | 2      | 0      |
| Alberto di Bello         | 20  | le 29 mai 1930 contre l'Espagne              | le 14 avril 1934 contre la Catalogne           | 4      | 0      |
| Angelo Morimondi         | 21  | le 29 mai 1930 contre l'Espagne              | le 24 mars 1935 contre la Catalogne            | 4      | 0      |
| Ernesto Nathan           | 22  | le 29 mai 1930 contre l'Espagne              | le 29 mai 1930 contre l'Espagne                | 1      | 0      |
| Giuseppe Sessa           | 23  | le 29 mai 1930 contre l'Espagne              | le 29 mai 1930 contre l'Espagne                | 1      | 0      |
| Amerigo Centinari        | 24  | le 29 mai 1930 contre l'Espagne              | le 29 mai 1930 contre l'Espagne                | 1      | 0      |
| Leandro Tagliabue        | 25  | le 29 mai 1930 contre l'Espagne              | le 1er janvier 1937 contre l'Allemagne         | 7      | 0      |
| Ivan Aloisio             | 26  | le 12 février 1933 contre la Tchécoslovaquie | le 17 mai 1936 contre la Roumanie              | 7      | 0      |
| Aurelio Cazzini          | 27  | le 12 février 1933 contre la Tchécoslovaquie | le 2 mai 1942 contre la Roumanie               | 15     | 12     |
| Felice Colombo           | 28  | le 12 février 1933 contre la Tchécoslovaquie | le 12 février 1933 contre la Tchécoslovaquie   | 1      | 0      |
| Alberto Crespi           | 29  | le 12 février 1933 contre la Tchécoslovaquie | le 1er janvier 1937 contre l'Allemagne         | 6      | 0      |
| Giuseppe Gattoni         | 30  | le 12 février 1933 contre la Tchécoslovaquie | le 16 avril 1933 contre la Tchécoslovaquie     | 2      | 0      |
| Renzo Maffioli           | 31  | le 12 février 1933 contre la Tchécoslovaquie | le 14 octobre 1937 contre l'Allemagne          | 11     | 10     |
| Umberto Moretti          | 32  | le 12 février 1933 contre la Tchécoslovaquie | le 2 mai 1942 contre la Roumanie               | 7      | 0      |
| Ferdinando Tozzi         | 33  | le 12 février 1933 contre la Tchécoslovaquie | le 12 février 1933 contre la Tchécoslovaquie   | 1      | 0      |
| Fernando Trebbi          | 34  | le 12 février 1933 contre la Tchécoslovaquie | le 16 avril 1933 contre la Tchécoslovaquie     | 2      | 0      |
| Riccardo Aymonod         | 35  | le 16 avril 1933 contre la Tchécoslovaquie   | le 22 avril 1935 contre France A               | 4      | 6      |
| Giogio Bortolini         | 36  | le 16 avril 1933 contre la Tchécoslovaquie   | le 14 avril 1934 contre la Catalogne           | 2      | 0      |
| Mario Campagna           | 37  | le 16 avril 1933 contre la Tchécoslovaquie   | le 6 mars 1938 contre l'Allemagne              | 8      | 3      |
| Arrigo Marescalchi       | 38  | le 16 avril 1933 contre la Tchécoslovaquie   | le 25 avril 1937 contre la Roumanie            | 3      | 3      |
| Eraldo Sgorbati          | 39  | le 16 avril 1933 contre la Tchécoslovaquie   | le 2 mai 1942 contre la Roumanie               | 12     | 0      |
| Ariosto Agosti           | 40  | le 16 avril 1933 contre la Tchécoslovaquie   | le 16 avril 1933 contre la Tchécoslovaquie     | 1      | 0      |
| Luigi Brighetti          | 41  | le 14 avril 1934 contre la Catalogne         | le 14 avril 1934 contre la Catalogne           | 1      | 0      |
| Gastone de Angelis       | 42  | le 14 avril 1934 contre la Catalogne         | le 25 avril 1937 contre la Roumanie            | 5      | 0      |
| Angelo Albonico          | 43  | le 26 décembre 1934 contre la Roumanie       | le 6 mars 1938 contre l'Allemagne              | 10     | 0      |
| Giuseppe Piana           | 44  | le 26 décembre 1934 contre la Roumanie       | le 6 mars 1938 contre l'Allemagne              | 6      | 0      |
| Giancarlo Zani           | 45  | le 26 décembre 1934 contre la Roumanie       | le 26 décembre 1934 contre la Roumanie         | 1      | 0      |
| Orlando Maestri          | 46  | le 24 mars 1935 contre la Catalogne          | le 1er janvier 1937 contre l'Allemagne         | 3      | 0      |
| Giuseppe Visentin        | 47  | le 24 mars 1935 contre la Catalogne          | le 11 février 1939 contre l'Allemagne          | 9      | 18     |
| Carlo Carloni            | 48  | le 22 avril 1935 contre France A             | le 22 avril 1935 contre France A               | 1      | 0      |
| Riccardo Centinari       | 49  | le 22 avril 1935 contre France A             | le 11 février 1939 contre l'Allemagne          | 6      | 0      |
| Renato de Marchis        | 50  | le 22 avril 1935 contre France A             | le 22 avril 1935 contre France A               | 1      | 0      |
| Filippo Caccia Dominioni | 51  | le 22 avril 1935 contre France A             | le 1er janvier 1937 contre l'Allemagne         | 2      | 0      |
| Giulio Rizzoli           | 52  | le 22 avril 1935 contre France A             | le 17 mai 1936 contre la Roumanie              | 3      | 4      |
| Vincenzo Bertolotto      | 53  | le 14 mai 1936 contre l'Allemagne            | le 28 mars 1948 contre France A                | 6      | 0      |
| Sandro Bonfante          | 54  | le 14 mai 1936 contre l'Allemagne            | le 17 mai 1936 contre la Roumanie              | 2      | 0      |
| Tommaso Fattori          | 55  | le 14 mai 1936 contre l'Allemagne            | le 5 mai 1940 contre l'Allemagne               | 10     | 0      |
| Arturo re Garbagnati     | 56  | le 14 mai 1936 contre l'Allemagne            | le 2 mai 1942 contre la Roumanie               | 12     | 3      |
| Guglielmo Zoffoli        | 57  | le 14 mai 1936 contre l'Allemagne            | le 29 avril 1939 contre la Roumanie            | 7      | 0      |
| Angelo Becca             | 58  | le 25 avril 1937 contre la Roumanie          | le 5 mai 1940 contre l'Allemagne               | 4      | 0      |
| Carlo d'Alessio          | 59  | le 25 avril 1937 contre la Roumanie          | le 11 février 1939 contre l'Allemagne          | 5      | 6      |
| Renato Paciucci          | 60  | le 25 avril 1937 contre la Roumanie          | le 17 octobre 1937 contre la France            | 3      | 0      |
| Torriglio Carraro        | 61  | le 25 avril 1937 contre la Roumanie          | le 25 avril 1937 contre la Roumanie            | 1      | 0      |
| Sandro Vigliano          | 62  | le 25 avril 1937 contre la Roumanie          | le 2 mai 1942 contre la Roumanie               | 6      | 30     |
| Renato Bevilacqua        | 63  | le 10 octobre 1937 contre la Belgique        | le 2 mai 1942 contre la Roumanie               | 9      | 0      |
| Renzo Cova               | 64  | le 10 octobre 1937 contre la Belgique        | le 2 mai 1942 contre la Roumanie               | 7      | 15     |
| Ugo Stenta               | 65  | le 10 octobre 1937 contre la Belgique        | le 2 mai 1942 contre la Roumanie               | 9      | 3      |
| Giuseppe Testoni         | 66  | le 10 octobre 1937 contre la Belgique        | le 2 mai 1942 contre la Roumanie               | 3      | 0      |
| Cesare Ghezzi            | 67  | le 6 mars 1938 contre l'Allemagne            | le 5 mai 1940 contre l'Allemagne               | 5      | 0      |
| Genesio Bonati           | 68  | le 11 février 1939 contre l'Allemagne        | le 29 avril 1939 contre la Roumanie            | 2      | 0      |
| Lorenzo Clerici          | 69  | le 11 février 1939 contre l'Allemagne        | le 11 février 1939 contre l'Allemagne          | 1      | 0      |
| Orazio Bracaglia         | 70  | le 29 avril 1939 contre la Roumanie          | le 29 avril 1939 contre la Roumanie            | 1      | 0      |
| Mario Dotti IV           | 71  | le 29 avril 1939 contre la Roumanie          | le 5 mai 1940 contre l'Allemagne               | 3      | 0      |
| Adolfo Francese          | 72  | le 29 avril 1939 contre la Roumanie          | le 14 avril 1940 contre la Roumanie            | 2      | 0      |
| Mario Gorni              | 73  | le 29 avril 1939 contre la Roumanie          | le 5 mai 1940 contre l'Allemagne               | 3      | 0      |
| Ausonio Alacevich        | 74  | le 29 avril 1939 contre la Roumanie          | le 29 avril 1939 contre la Roumanie            | 1      | 0      |
| Valerio Vagnetti         | 75  | le 29 avril 1939 contre la Roumanie          | le 14 avril 1940 contre la Roumanie            | 2      | 0      |
| Mario Battaglini         | 76  | le 14 avril 1940 contre la Roumanie          | le 24 mai 1953 contre la Roumanie              | 5      | 18     |
| Luigi Bossi              | 77  | le 14 avril 1940 contre la Roumanie          | le 5 mai 1940 contre l'Allemagne               | 2      | 0      |
| Arturo Costa             | 78  | le 14 avril 1940 contre la Roumanie          | le 2 mai 1942 contre la Roumanie               | 3      | 3      |
| Buby Farinelli           | 79  | le 14 avril 1940 contre la Roumanie          | le 13 avril 1952 contre l'Espagne              | 5      | 0      |
| Gianni Figari            | 80  | le 14 avril 1940 contre la Roumanie          | le 2 mai 1942 contre la Roumanie               | 3      | 3      |
| Eros Cicognani           | 81  | le 5 mai 1940 contre l'Allemagne             | le 5 mai 1940 contre l'Allemagne               | 1      | 0      |
| Ettore Parmiggiani       | 82  | le 2 mai 1942 contre la Roumanie             | le 23 mai 1948 contre la Tchécoslovaquie       | 2      | 4      |
| Guido Romano             | 83  | le 2 mai 1942 contre la Roumanie             | le 2 mai 1942 contre la Roumanie               | 1      | 3      |
| Piero Romano             | 84  | le 2 mai 1942 contre la Roumanie             | le 2 mai 1942 contre la Roumanie               | 1      | 0      |
| Enrico Zanetti           | 85  | le 2 mai 1942 contre la Roumanie             | le 2 mai 1942 contre la Roumanie               | 1      | 0      |
| Giuseppe Sessi           | 86  | le 2 mai 1942 contre la Roumanie             | le 2 mai 1942 contre la Roumanie               | 1      | 0      |
| Aldo Battagion           | 87  | le 28 mars 1948 contre France A              | le 23 mai 1948 contre la Tchécoslovaquie       | 2      | 0      |
| Francesco Battaglini     | 88  | le 28 mars 1948 contre France A              | le 28 mars 1948 contre France A                | 1      | 0      |
| Vittorio Borsetto        | 89  | le 28 mars 1948 contre France A              | le 23 mai 1948 contre la Tchécoslovaquie       | 2      | 0      |
| Carlo de Vecchi          | 90  | le 28 mars 1948 contre France A              | le 28 mars 1948 contre France A                | 1      | 0      |
| Umberto Faccioli         | 91  | le 28 mars 1948 contre France A              | le 28 mars 1948 contre France A                | 1      | 0      |
| Enrico Fava              | 92  | le 28 mars 1948 contre France A              | le 23 mai 1948 contre la Tchécoslovaquie       | 2      | 5      |
| Renzo Maini              | 93  | le 28 mars 1948 contre France A              | le 23 mai 1948 contre la Tchécoslovaquie       | 2      | 0      |
| Italo Mattacchini        | 94  | le 28 mars 1948 contre France A              | le 21 juillet 1955 contre France A             | 9      | 0      |
| Giuseppe Molinari        | 95  | le 28 mars 1948 contre France A              | le 28 mars 1948 contre France A                | 1      | 0      |
| Paolo Rosi               | 96  | le 28 mars 1948 contre France A              | le 24 avril 1954 contre la France              | 12     | 21     |
| Enrico Rossini           | 97  | le 28 mars 1948 contre France A              | le 27 avril 1952 contre l'Allemagne de l'Ouest | 6      | 6      |
| Pietro Stievano          | 98  | le 28 mars 1948 contre France A              | le 13 mars 1955 contre l'Allemagne de l'Ouest  | 8      | 6      |
| Temistocle Tedeschi      | 99  | le 28 mars 1948 contre France A              | le 28 mars 1948 contre France A                | 1      | 0      |
| Vittorio Vicariotto      | 100 | le 28 mars 1948 contre France A              | le 28 mars 1948 contre France A                | 1      | 0      |

## 101 à 200
| Sommaire                                                                             |
| ------------------------------------------------------------------------------------ |
| Haut • 1 à 100 • 101 à 200 • 201 à 300 • 301 à 400 • 401 à 500 501 à 600 • 601 à 700 |

| Nom                    | No  | Première sélection                               | Dernière sélection                               | Matchs | Points |
| ---------------------- | --- | ------------------------------------------------ | ------------------------------------------------ | ------ | ------ |
| Sergio Barilari        | 101 | le 23 mai 1948 contre la Tchécoslovaquie         | le 24 mai 1953 contre la Roumanie                | 3      | 0      |
| Luciano Bove           | 102 | le 23 mai 1948 contre la Tchécoslovaquie         | le 22 mai 1949 contre la Tchécoslovaquie         | 3      | 0      |
| Giovanni Favretto      | 103 | le 23 mai 1948 contre la Tchécoslovaquie         | le 22 mai 1949 contre la Tchécoslovaquie         | 2      | 0      |
| Piero Gabrielli        | 104 | le 23 mai 1948 contre la Tchécoslovaquie         | le 24 avril 1954 contre la France                | 5      | 3      |
| Primo Masci            | 105 | le 23 mai 1948 contre la Tchécoslovaquie         | le 10 avril 1955 contre la France                | 9      | 6      |
| Fulvio Pitorri         | 106 | le 23 mai 1948 contre la Tchécoslovaquie         | le 27 mars 1949 contre France A                  | 2      | 3      |
| Silvano Tartaglini     | 107 | le 23 mai 1948 contre la Tchécoslovaquie         | le 26 avril 1953 contre la France                | 8      | 0      |
| Mario Pisaneschi       | 108 | le 23 mai 1948 contre la Tchécoslovaquie         | le 11 décembre 1955 contre la Tchécoslovaquie    | 12     | 6      |
| Giovanni Bonino        | 109 | le 27 mars 1949 contre France A                  | le 27 mars 1949 contre France A                  | 1      | 0      |
| Giogio Dagnini         | 110 | le 27 mars 1949 contre France A                  | le 27 mars 1949 contre France A                  | 1      | 0      |
| Sergio Lanfranchi      | 111 | le 27 mars 1949 contre France A                  | le 29 mars 1964 contre la France                 | 21     | 36     |
| Piero Marini           | 112 | le 27 mars 1949 contre France A                  | le 13 mars 1955 contre l'Allemagne de l'Ouest    | 7      | 9      |
| Umberto Silvestri      | 113 | le 27 mars 1949 contre France A                  | le 22 mai 1949 contre la Tchécoslovaquie         | 2      | 0      |
| Mario Turcato          | 114 | le 27 mars 1949 contre France A                  | le 6 mai 1951 contre l'Espagne                   | 2      | 0      |
| Angelo Arrigoni        | 115 | le 22 mai 1949 contre la Tchécoslovaquie         | le 22 mai 1949 contre la Tchécoslovaquie         | 1      | 0      |
| Giulio Cherubini       | 116 | le 22 mai 1949 contre la Tchécoslovaquie         | le 6 mai 1951 contre l'Espagne                   | 2      | 3      |
| Gianni del Bono        | 117 | le 6 mai 1951 contre l'Espagne                   | le 6 mai 1951 contre l'Espagne                   | 1      | 0      |
| Paolo Favaretto        | 118 | le 6 mai 1951 contre l'Espagne                   | le 13 avril 1952 contre l'Espagne                | 2      | 0      |
| Romildo Gabanella      | 119 | le 6 mai 1951 contre l'Espagne                   | le 6 mai 1951 contre l'Espagne                   | 1      | 0      |
| Rodolfo Giuliani       | 120 | le 6 mai 1951 contre l'Espagne                   | le 6 mai 1951 contre l'Espagne                   | 1      | 0      |
| Fausto Perrone         | 121 | le 6 mai 1951 contre l'Espagne                   | le 6 mai 1951 contre l'Espagne                   | 1      | 0      |
| Leonardo Riccioni      | 122 | le 6 mai 1951 contre l'Espagne                   | le 24 avril 1954 contre la France                | 7      | 0      |
| Paolo Dari             | 123 | le 6 mai 1951 contre l'Espagne                   | le 24 avril 1954 contre la France                | 8      | 19     |
| Gianni Aiolfi          | 124 | le 13 avril 1952 contre l'Espagne                | le 10 avril 1955 contre la France                | 6      | 3      |
| Aldo Cecchetto-Milani  | 125 | le 13 avril 1952 contre l'Espagne                | le 17 mai 1952 contre la France                  | 3      | 8      |
| Lamberto de Santis     | 126 | le 13 avril 1952 contre l'Espagne                | le 13 avril 1952 contre l'Espagne                | 1      | 0      |
| Giorgio Fornari        | 127 | le 13 avril 1952 contre l'Espagne                | le 29 avril 1956 contre la Tchécoslovaquie       | 16     | 3      |
| Enzo Gerosa            | 128 | le 13 avril 1952 contre l'Espagne                | le 19 avril 1954 contre l'Espagne                | 7      | 15     |
| Francis Martinenghi    | 129 | le 13 avril 1952 contre l'Espagne                | le 27 avril 1952 contre l'Allemagne de l'Ouest   | 2      | 0      |
| Riccardo Santopadre    | 130 | le 13 avril 1952 contre l'Espagne                | le 24 avril 1954 contre la France                | 5      | 0      |
| Luciano Turcato        | 131 | le 13 avril 1952 contre l'Espagne                | le 24 mai 1953 contre la Roumanie                | 5      | 2      |
| Carlo Zucchi           | 132 | le 13 avril 1952 contre l'Espagne                | le 26 avril 1953 contre la France                | 2      | 0      |
| Giorgio Grasselli      | 133 | le 27 avril 1952 contre l'Allemagne de l'Ouest   | le 27 avril 1952 contre l'Allemagne de l'Ouest   | 1      | 0      |
| Mimmo Mancini          | 134 | le 27 avril 1952 contre l'Allemagne de l'Ouest   | le 21 avril 1957 contre la France                | 12     | 3      |
| Emilio Andina          | 135 | le 17 mai 1952 contre la France                  | le 10 avril 1955 contre la France                | 2      | 0      |
| Mario Percudani        | 136 | le 17 mai 1952 contre la France                  | le 7 décembre 1958 contre la Roumanie            | 9      | 9      |
| Giancarlo Malosti      | 137 | le 26 avril 1953 contre la France                | le 7 avril 1958 contre la France                 | 7      | 3      |
| Nando Barbini          | 138 | le 17 mai 1953 contre l'Allemagne de l'Ouest     | le 17 avril 1960 contre la France                | 13     | 19     |
| Romano Bettarello      | 139 | le 17 mai 1953 contre l'Allemagne de l'Ouest     | le 24 mai 1953 contre la Roumanie                | 2      | 0      |
| Gianfranco Zanchi      | 140 | le 17 mai 1953 contre l'Allemagne de l'Ouest     | le 7 décembre 1957 contre l'Allemagne de l'Ouest | 5      | 0      |
| Italo Scodavolpe       | 141 | le 19 avril 1954 contre l'Espagne                | le 19 avril 1954 contre l'Espagne                | 1      | 0      |
| Remo Zanatta           | 142 | le 19 avril 1954 contre l'Espagne                | le 24 avril 1954 contre la France                | 2      | 0      |
| Sergio Silvestri       | 143 | le 24 avril 1954 contre la France                | le 24 avril 1954 contre la France                | 1      | 0      |
| Andrea Taveggia        | 144 | le 24 avril 1954 contre la France                | le 7 mai 1967 contre le Portugal                 | 16     | 11     |
| Alberto Comin          | 145 | le 13 mars 1955 contre l'Allemagne de l'Ouest    | le 7 avril 1958 contre la France                 | 8      | 9      |
| Antonio Danieli        | 146 | le 13 mars 1955 contre l'Allemagne de l'Ouest    | le 11 décembre 1955 contre la Tchécoslovaquie    | 5      | 0      |
| Ciano Luise I          | 147 | le 13 mars 1955 contre l'Allemagne de l'Ouest    | le 7 avril 1958 contre la France                 | 10     | 3      |
| Aldo Mioni             | 148 | le 13 mars 1955 contre l'Allemagne de l'Ouest    | le 21 avril 1957 contre la France                | 4      | 0      |
| Gianni Riccardi        | 149 | le 13 mars 1955 contre l'Allemagne de l'Ouest    | le 29 avril 1956 contre la Tchécoslovaquie       | 7      | 0      |
| Matteo Silini          | 150 | le 13 mars 1955 contre l'Allemagne de l'Ouest    | le 29 mars 1959 contre la France                 | 8      | 0      |
| Ivano Ponchia          | 151 | le 10 avril 1955 contre la France                | le 7 avril 1958 contre la France                 | 7      | 0      |
| Maurizio Carli         | 152 | le 18 juillet 1955 contre l'Espagne              | le 11 décembre 1955 contre la Tchécoslovaquie    | 2      | 0      |
| Franco Perrini         | 153 | le 18 juillet 1955 contre l'Espagne              | le 14 avril 1963 contre la France                | 11     | 22     |
| Gastone Cecchetto      | 154 | le 21 juillet 1955 contre France A               | le 21 juillet 1955 contre France A               | 1      | 0      |
| Franco Frelich         | 155 | le 11 décembre 1955 contre la Tchécoslovaquie    | le 7 décembre 1958 contre la Roumanie            | 5      | 0      |
| Carlo Cantoni          | 156 | le 25 mars 1956 contre l'Allemagne de l'Ouest    | le 7 décembre 1957 contre l'Allemagne de l'Ouest | 4      | 6      |
| Lollo Levorato         | 157 | le 25 mars 1956 contre l'Allemagne de l'Ouest    | le 18 avril 1965 contre la France                | 15     | 3      |
| Paolo Pescetto         | 158 | le 25 mars 1956 contre l'Allemagne de l'Ouest    | le 21 avril 1957 contre la France                | 3      | 9      |
| Giovanni Raisi         | 159 | le 25 mars 1956 contre l'Allemagne de l'Ouest    | le 29 mars 1964 contre la France                 | 7      | 0      |
| Ferdinando Sartorato   | 160 | le 25 mars 1956 contre l'Allemagne de l'Ouest    | le 21 avril 1957 contre la France                | 3      | 0      |
| Lamberto Simonelli     | 161 | le 25 mars 1956 contre l'Allemagne de l'Ouest    | le 17 avril 1960 contre la France                | 6      | 3      |
| Arturo Zucchello       | 162 | le 25 mars 1956 contre l'Allemagne de l'Ouest    | le 2 avril 1956 contre la France                 | 2      | 0      |
| Giuseppe Bottacin      | 163 | le 29 avril 1956 contre la Tchécoslovaquie       | le 29 avril 1956 contre la Tchécoslovaquie       | 1      | 0      |
| Guglielmo Geremia      | 164 | le 29 avril 1956 contre la Tchécoslovaquie       | le 29 avril 1956 contre la Tchécoslovaquie       | 1      | 0      |
| Guglielmo Colussi      | 165 | le 21 avril 1957 contre la France                | le 12 mai 1968 contre le Portugal                | 7      | 0      |
| Natale Molari          | 166 | le 21 avril 1957 contre la France                | le 7 décembre 1958 contre la Roumanie            | 2      | 0      |
| Enrico Saibene         | 167 | le 21 avril 1957 contre la France                | le 7 décembre 1957 contre l'Allemagne de l'Ouest | 2      | 0      |
| Sergio Brusin          | 168 | le 7 décembre 1957 contre l'Allemagne de l'Ouest | le 7 décembre 1957 contre l'Allemagne de l'Ouest | 1      | 0      |
| Giancarlo Busson       | 169 | le 7 décembre 1957 contre l'Allemagne de l'Ouest | le 14 avril 1963 contre la France                | 10     | 7      |
| Giancarlo Navarrini    | 170 | le 7 décembre 1957 contre l'Allemagne de l'Ouest | le 7 décembre 1958 contre la Roumanie            | 2      | 3      |
| Riccardo Saetti        | 171 | le 7 décembre 1957 contre l'Allemagne de l'Ouest | le 29 mars 1964 contre la France                 | 9      | 0      |
| Luciano Valtorta       | 172 | le 7 décembre 1957 contre l'Allemagne de l'Ouest | le 7 avril 1958 contre la France                 | 2      | 0      |
| Ottorino Bettarello    | 173 | le 7 avril 1958 contre la France                 | le 15 janvier 1961 contre l'Allemagne de l'Ouest | 3      | 0      |
| Enzo Bellinazzo        | 174 | le 7 décembre 1958 contre la Roumanie            | le 26 mars 1967 contre la France                 | 14     | 3      |
| Gastone Biadene        | 175 | le 7 décembre 1958 contre la Roumanie            | le 29 mars 1959 contre la France                 | 2      | 0      |
| Massimo Braga          | 176 | le 7 décembre 1958 contre la Roumanie            | le 7 décembre 1958 contre la Roumanie            | 1      | 0      |
| Antonio di Zitti       | 177 | le 7 décembre 1958 contre la Roumanie            | le 14 mai 1972 contre l'Espagne                  | 22     | 25     |
| Paolo Quintavalla      | 178 | le 7 décembre 1958 contre la Roumanie            | le 7 décembre 1958 contre la Roumanie            | 1      | 0      |
| Pietro Sguario         | 179 | le 7 décembre 1958 contre la Roumanie            | le 10 juin 1962 contre la Roumanie               | 6      | 3      |
| Lucio Avigo            | 180 | le 29 mars 1959 contre la France                 | le 6 novembre 1966 contre la Roumanie            | 11     | 0      |
| Roberto Luise III      | 181 | le 29 mars 1959 contre la France                 | le 21 mai 1972 contre l'Espagne                  | 15     | 3      |
| Roberto Martini        | 182 | le 29 mars 1959 contre la France                 | le 29 décembre 1968 contre la Yougoslavie        | 10     | 31     |
| Zefferino Rossi        | 183 | le 29 mars 1959 contre la France                 | le 10 juin 1962 contre la Roumanie               | 6      | 0      |
| Alfio Angioli          | 184 | le 10 avril 1960 contre l'Allemagne de l'Ouest   | le 14 avril 1963 contre la France                | 8      | 3      |
| Gian Maria del Bono    | 185 | le 10 avril 1960 contre l'Allemagne de l'Ouest   | le 29 mars 1964 contre la France                 | 10     | 3      |
| Elio Fusco             | 186 | le 10 avril 1960 contre l'Allemagne de l'Ouest   | le 9 avril 1966 contre la France                 | 11     | 6      |
| Basilio Rovelli        | 187 | le 10 avril 1960 contre l'Allemagne de l'Ouest   | le 2 avril 1961 contre la France                 | 4      | 0      |
| Franco Zani            | 188 | le 10 avril 1960 contre l'Allemagne de l'Ouest   | le 6 novembre 1966 contre la Roumanie            | 11     | 0      |
| Angelo Autore          | 189 | le 15 janvier 1961 contre l'Allemagne de l'Ouest | le 9 novembre 1969 contre France A               | 12     | 13     |
| Erasmo Augeri          | 190 | le 22 avril 1962 contre la France                | le 14 avril 1963 contre la France                | 4      | 3      |
| Giorgio Troncon        | 191 | le 22 avril 1962 contre la France                | le 20 février 1972 contre le Portugal            | 12     | 3      |
| Vittorio Ambron        | 192 | le 27 mai 1962 contre l'Allemagne de l'Ouest     | le 21 mai 1972 contre l'Espagne                  | 24     | 42     |
| Giorgio Ricciarelli    | 193 | le 27 mai 1962 contre l'Allemagne de l'Ouest     | le 27 mai 1962 contre l'Allemagne de l'Ouest     | 1      | 0      |
| Marco Bollesan         | 194 | le 14 avril 1963 contre la France                | le 10 mai 1975 contre la Tchécoslovaquie         | 47     | 25     |
| Giancarlo Degli Antoni | 195 | le 14 avril 1963 contre la France                | le 26 mars 1967 contre la France                 | 6      | 3      |
| Franco Piccinini       | 196 | le 14 avril 1963 contre la France                | le 9 avril 1966 contre la France                 | 3      | 0      |
| Giuseppe Martini       | 197 | le 18 avril 1965 contre la France                | le 12 mai 1968 contre le Portugal                | 3      | 0      |
| Ivo Mazzucchelli       | 198 | le 18 avril 1965 contre la France                | le 24 avril 1976 contre la Roumanie              | 20     | 8      |
| Gianni Romagnoli       | 199 | le 18 avril 1965 contre la France                | le 14 mai 1967 contre la Roumanie                | 4      | 0      |
| Carlo Salmaso          | 200 | le 18 avril 1965 contre la France                | le 26 mars 1967 contre la France                 | 2      | 3      |

## 201 à 300
| Sommaire                                                                             |
| ------------------------------------------------------------------------------------ |
| Haut • 1 à 100 • 101 à 200 • 201 à 300 • 301 à 400 • 401 à 500 501 à 600 • 601 à 700 |

| Nom                       | No  | Première sélection                               | Dernière sélection                                                        | Matchs | Points |
| ------------------------- | --- | ------------------------------------------------ | ------------------------------------------------------------------------- | ------ | ------ |
| Domenico Armellin         | 201 | le 8 décembre 1965 contre la Tchécoslovaquie     | le 9 novembre 1969 contre France A                                        | 9      | 3      |
| Umberto Conforto          | 202 | le 8 décembre 1965 contre la Tchécoslovaquie     | le 25 février 1973 contre le Portugal                                     | 17     | 6      |
| Ettore Giugovaz           | 203 | le 8 décembre 1965 contre la Tchécoslovaquie     | le 9 avril 1966 contre la France                                          | 2      | 0      |
| Franco Mazzantini         | 204 | le 8 décembre 1965 contre la Tchécoslovaquie     | le 26 mars 1967 contre la France                                          | 3      | 0      |
| Romano Sciacol            | 205 | le 8 décembre 1965 contre la Tchécoslovaquie     | le 8 décembre 1965 contre la Tchécoslovaquie                              | 1      | 0      |
| Francesco Soro II         | 206 | le 8 décembre 1965 contre la Tchécoslovaquie     | le 6 novembre 1966 contre la Roumanie                                     | 4      | 0      |
| Eugenio Speziali          | 207 | le 8 décembre 1965 contre la Tchécoslovaquie     | le 8 décembre 1965 contre la Tchécoslovaquie                              | 1      | 2      |
| Andrea d'Alberton         | 208 | le 9 avril 1966 contre la France                 | le 14 mai 1967 contre la Roumanie                                         | 5      | 0      |
| Oreste Vene'              | 209 | le 9 avril 1966 contre la France                 | le 9 avril 1966 contre la France                                          | 1      | 0      |
| Gastone Giani             | 210 | le 30 octobre 1966 contre l'Allemagne de l'Ouest | le 14 mai 1967 contre la Roumanie                                         | 5      | 0      |
| Luciano Modonesi          | 211 | le 30 octobre 1966 contre l'Allemagne de l'Ouest | le 10 mai 1975 contre la Tchécoslovaquie                                  | 17     | 6      |
| Loreto Cucchiarelli       | 212 | le 6 novembre 1966 contre la Roumanie            | le 14 mai 1967 contre la Roumanie                                         | 2      | 0      |
| Carlo Prosperini          | 213 | le 6 novembre 1966 contre la Roumanie            | le 14 mai 1967 contre la Roumanie                                         | 4      | 3      |
| Franco Gargiulo           | 214 | le 26 mars 1967 contre la France                 | le 15 mars 1974 contre une sélection du Sussex                            | 4      | 0      |
| Adriano Agujari           | 215 | le 7 mai 1967 contre le Portugal                 | le 7 mai 1967 contre le Portugal                                          | 1      | 0      |
| Luciano Bosciano          | 216 | le 7 mai 1967 contre le Portugal                 | le 7 mai 1967 contre le Portugal                                          | 1      | 0      |
| Franco Cioni              | 217 | le 7 mai 1967 contre le Portugal                 | le 25 octobre 1970 contre la Roumanie                                     | 10     | 9      |
| Mauro Gatto               | 218 | le 7 mai 1967 contre le Portugal                 | le 14 mai 1967 contre la Roumanie                                         | 2      | 0      |
| Giampiero Ricci           | 219 | le 7 mai 1967 contre le Portugal                 | le 9 novembre 1969 contre France A                                        | 5      | 3      |
| Uriele Silvestri          | 220 | le 7 mai 1967 contre le Portugal                 | le 3 novembre 1968 contre l'Allemagne de l'Ouest                          | 4      | 0      |
| Dalmazio Bertoli          | 221 | le 14 mai 1967 contre la Roumanie                | le 14 mai 1967 contre la Roumanie                                         | 1      | 0      |
| Maurizio Bocconcelli      | 222 | le 14 mai 1967 contre la Roumanie                | le 14 mai 1967 contre la Roumanie                                         | 1      | 0      |
| Mauro Mattei              | 223 | le 14 mai 1967 contre la Roumanie                | le 14 mai 1967 contre la Roumanie                                         | 1      | 0      |
| Roberto Cinelli           | 224 | le 12 mai 1968 contre le Portugal                | le 4 mai 1969 contre l'Espagne                                            | 2      | 0      |
| Massimo Gini              | 225 | le 12 mai 1968 contre le Portugal                | le 20 mars 1974 contre une sélection du Oxfordshire                       | 17     | 3      |
| Giuseppe Giorgio          | 226 | le 12 mai 1968 contre le Portugal                | le 3 novembre 1968 contre l'Allemagne de l'Ouest                          | 2      | 0      |
| Marco Pulli               | 227 | le 12 mai 1968 contre le Portugal                | le 2 avril 1972 contre le Portugal                                        | 3      | 0      |
| Ettore Abbiati            | 228 | le 3 novembre 1968 contre l'Allemagne de l'Ouest | le 15 mai 1974 contre les Leopards                                        | 11     | 7      |
| Claudio Della Valle       | 229 | le 3 novembre 1968 contre l'Allemagne de l'Ouest | le 28 février 1971 contre France A                                        | 6      | 3      |
| Fernando Pignotti         | 230 | le 3 novembre 1968 contre l'Allemagne de l'Ouest | le 10 mai 1969 contre la Belgique                                         | 5      | 9      |
| Erminio Sgorbati          | 231 | le 3 novembre 1968 contre l'Allemagne de l'Ouest | le 29 décembre 1968 contre la Yougoslavie                                 | 2      | 0      |
| Adolfo Gerardo            | 232 | le 29 décembre 1968 contre la Yougoslavie        | le 14 mai 1972 contre l'Espagne                                           | 6      | 0      |
| Andrea Miele              | 233 | le 29 décembre 1968 contre la Yougoslavie        | le 14 mai 1972 contre l'Espagne                                           | 5      | 0      |
| Franco Valier             | 234 | le 29 décembre 1968 contre la Yougoslavie        | le 20 février 1972 contre le Portugal                                     | 7      | 0      |
| Maurizio Finocchi         | 235 | le 29 décembre 1968 contre la Yougoslavie        | le 11 avril 1971 contre la Roumanie                                       | 8      | 3      |
| Walter Rista              | 236 | le 29 décembre 1968 contre la Yougoslavie        | le 9 novembre 1969 contre France A                                        | 5      | 9      |
| Lucio Boccaletto          | 237 | le 2 mars 1969 contre la Bulgarie                | le 13 septembre 1975 contre l'équipe d'Angleterre des moins de 23 ans     | 13     | 3      |
| Raffaele D'Orazio         | 238 | le 2 mars 1969 contre la Bulgarie                | le 2 mars 1969 contre la Bulgarie                                         | 1      | 0      |
| Pierluigi Pacifici        | 239 | le 2 mars 1969 contre la Bulgarie                | le 28 février 1971 contre France A                                        | 9      | 19     |
| Luigi Bettella            | 240 | le 4 mai 1969 contre l'Espagne                   | le 9 novembre 1969 contre France A                                        | 3      | 0      |
| Italo Vittorini           | 241 | le 4 mai 1969 contre l'Espagne                   | le 4 mai 1969 contre l'Espagne                                            | 1      | 0      |
| Alessandro Brunelli       | 242 | le 10 mai 1969 contre la Belgique                | le 28 février 1971 contre France A                                        | 3      | 0      |
| Elio Michelon             | 243 | le 10 mai 1969 contre la Belgique                | le 11 avril 1971 contre la Roumanie                                       | 7      | 34     |
| Giancarlo Delli Ficorilli | 244 | le 9 novembre 1969 contre France A               | le 9 novembre 1969 contre France A                                        | 1      | 0      |
| Rocco Caligiuri           | 245 | le 9 novembre 1969 contre France A               | le 22 avril 1979 contre la Roumanie                                       | 26     | 31     |
| Gianmatteo Cecchin        | 246 | le 26 avril 1970 contre la Tchécoslovaquie       | le 20 février 1972 contre le Portugal                                     | 5      | 3      |
| Lelio Lazzarini           | 247 | le 26 avril 1970 contre la Tchécoslovaquie       | le 5 mai 1974 contre l'Allemagne de l'Ouest                               | 24     | 70     |
| Guido Porzio              | 248 | le 26 avril 1970 contre la Tchécoslovaquie       | le 31 mai 1970 contre Madagascar                                          | 3      | 0      |
| Corrado Possamai          | 249 | le 26 avril 1970 contre la Tchécoslovaquie       | le 31 mai 1970 contre Madagascar                                          | 3      | 0      |
| Luigi Bernabo             | 250 | le 24 mai 1970 contre Madagascar                 | le 21 mai 1972 contre l'Espagne                                           | 5      | 0      |
| Angelo Sagramora          | 251 | le 24 mai 1970 contre Madagascar                 | le 11 avril 1971 contre la Roumanie                                       | 3      | 0      |
| Aldo Caluzzi              | 252 | le 25 octobre 1970 contre la Roumanie            | le 15 mai 1974 contre les Leopards                                        | 11     | 6      |
| Pietro Monfeli            | 253 | le 25 octobre 1970 contre la Roumanie            | le 4 février 1978 contre France A                                         | 13     | 0      |
| Isidoro Quaglio           | 254 | le 25 octobre 1970 contre la Roumanie            | le 24 avril 1976 contre la Roumanie                                       | 15     | 0      |
| Angelo Visentin           | 255 | le 25 octobre 1970 contre la Roumanie            | le 24 octobre 1978 contre l'Argentine                                     | 23     | 18     |
| Umberto Cossara           | 256 | le 21 février 1971 contre le Maroc               | le 2 avril 1977 contre la Pologne                                         | 24     | 4      |
| Franco di Maura           | 257 | le 21 février 1971 contre le Maroc               | le 21 février 1971 contre le Maroc                                        | 1      | 0      |
| Francesco Dotto           | 258 | le 21 février 1971 contre le Maroc               | le 21 mai 1972 contre l'Espagne                                           | 5      | 11     |
| Loris Salsi               | 259 | le 21 février 1971 contre le Maroc               | le 4 février 1978 contre France A                                         | 28     | 4      |
| Giuseppe Puglisi          | 260 | le 28 février 1971 contre France A               | le 4 novembre 1973 contre la Tchécoslovaquie                              | 3      | 3      |
| Romano Baraldi            | 261 | le 11 avril 1971 contre la Roumanie              | le 11 avril 1971 contre la Roumanie                                       | 1      | 0      |
| Savino Colombini          | 262 | le 11 avril 1971 contre la Roumanie              | le 11 avril 1971 contre la Roumanie                                       | 1      | 0      |
| Ettore Piras              | 263 | le 11 avril 1971 contre la Roumanie              | le 11 avril 1971 contre la Roumanie                                       | 1      | 0      |
| Faustino Crepaz           | 264 | le 20 février 1972 contre le Portugal            | le 20 février 1972 contre le Portugal                                     | 1      | 0      |
| Agostino Puppo            | 265 | le 20 février 1972 contre le Portugal            | le 1er mai 1977 contre la Roumanie                                        | 20     | 4      |
| Giancarlo Cecotti         | 266 | le 2 avril 1972 contre le Portugal               | le 14 mai 1972 contre l'Espagne                                           | 2      | 0      |
| Mario Galletto            | 267 | le 2 avril 1972 contre le Portugal               | le 26 novembre 1972 contre la Yougoslavie                                 | 3      | 0      |
| Paolo Paoletti            | 268 | le 2 avril 1972 contre le Portugal               | le 24 avril 1976 contre la Roumanie                                       | 20     | 0      |
| Giovanni di Cola          | 269 | le 14 mai 1972 contre l'Espagne                  | le 21 novembre 1973 contre Australie A                                    | 3      | 0      |
| Ambrogio Bona             | 270 | le 21 mai 1972 contre l'Espagne                  | le 8 mars 1981 contre France A                                            | 50     | 4      |
| Franco Paganelli          | 271 | le 21 mai 1972 contre l'Espagne                  | le 21 mai 1972 contre l'Espagne                                           | 1      | 0      |
| Salvatore Bonetti         | 272 | le 26 novembre 1972 contre la Yougoslavie        | le 2 novembre 1980 contre l'Union Soviétique                              | 34     | 12     |
| Elio de Anna              | 273 | le 26 novembre 1972 contre la Yougoslavie        | le 5 juillet 1980 contre l'équipe de Nouvelle-Zélande des moins de 20 ans | 27     | 32     |
| Adriano Fedrigo           | 274 | le 26 novembre 1972 contre la Yougoslavie        | le 22 avril 1979 contre la Roumanie                                       | 41     | 8      |
| Nello Francescato         | 275 | le 26 novembre 1972 contre la Yougoslavie        | le 19 décembre 1982 contre le Maroc                                       | 42     | 24     |
| Fabio Gargiullo           | 276 | le 26 novembre 1972 contre la Yougoslavie        | le 26 novembre 1972 contre la Yougoslavie                                 | 1      | 0      |
| Manrico Marchetto         | 277 | le 26 novembre 1972 contre la Yougoslavie        | le 25 octobre 1981 contre l'Union Soviétique                              | 43     | 84     |
| Francesco Vialetto        | 278 | le 26 novembre 1972 contre la Yougoslavie        | le 26 novembre 1972 contre la Yougoslavie                                 | 1      | 9      |
| Giorgio Lari              | 279 | le 26 novembre 1972 contre la Yougoslavie        | le 15 mai 1974 contre les Leopards                                        | 8      | 24     |
| Edano Cottafava           | 280 | le 25 février 1973 contre le Portugal            | le 25 février 1973 contre le Portugal                                     | 1      | 0      |
| Paolo Fedrigo             | 281 | le 25 février 1973 contre le Portugal            | le 25 février 1973 contre le Portugal                                     | 1      | 0      |
| Mario Piovan              | 282 | le 25 février 1973 contre le Portugal            | le 18 février 1979 contre France A                                        | 10     | 0      |
| Crescenzo Vitelli         | 283 | le 25 février 1973 contre le Portugal            | le 17 mars 1974 contre une sélection du Sussex                            | 5      | 0      |
| Anacleto Altigieri        | 284 | le 16 juin 1973 contre le Zimbabwe               | le 22 avril 1979 contre la Roumanie                                       | 27     | 0      |
| Gerardo Cinti             | 285 | le 16 juin 1973 contre le Zimbabwe               | le 4 juillet 1973 contre les Pumas                                        | 3      | 0      |
| Gilberto Luchini          | 286 | le 16 juin 1973 contre le Zimbabwe               | le 30 juin 1973 contre les Natal Sharks                                   | 2      | 0      |
| Andrea Selvaggio          | 287 | le 16 juin 1973 contre le Zimbabwe               | le 11 juillet 1973 contre les Golden Lions                                | 6      | 0      |
| Antonio Spagnoli          | 288 | le 16 juin 1973 contre le Zimbabwe               | le 16 juin 1973 contre le Zimbabwe                                        | 1      | 0      |
| Antonio Rocca             | 289 | le 20 juin 1973 contre les Léopards              | le 1er mai 1977 contre la Roumanie                                        | 4      | 0      |
| Arturo Bergamasco         | 290 | le 23 juin 1973 contre les Border Bulldogs       | le 18 novembre 1978 contre l'Union Soviétique                             | 4      | 0      |
| Renzo Ganzerla            | 291 | le 23 juin 1973 contre les Border Bulldogs       | le 27 juin 1973 contre North-Eastern Cape                                 | 2      | 0      |
| Luigi Mattarolo           | 292 | le 23 juin 1973 contre les Border Bulldogs       | le 4 novembre 1973 contre la Tchécoslovaquie                              | 7      | 31     |
| Fabio Molinari            | 293 | le 27 juin 1973 contre North-Eastern Cape        | le 27 juin 1973 contre North-Eastern Cape                                 | 1      | 0      |
| Marco Pitorri             | 294 | le 27 juin 1973 contre North-Eastern Cape        | le 27 juin 1973 contre North-Eastern Cape                                 | 1      | 0      |
| Carlo Loranzi             | 295 | le 30 juin 1973 contre les Natal Sharks          | le 11 juillet 1973 contre les Golden Lions                                | 5      | 0      |
| Paolo Gargiullo           | 296 | le 9 juillet 1973 contre les Griffons            | le 20 mars 1974 contre une sélection du Oxfordshire                       | 4      | 0      |
| Franco Baraldi            | 297 | le 4 novembre 1973 contre la Tchécoslovaquie     | le 29 octobre 1977 contre la Tchécoslovaquie                              | 15     | 0      |
| Giancarlo Checchinato     | 298 | le 4 novembre 1973 contre la Tchécoslovaquie     | le 15 mai 1974 contre les Leopards                                        | 5      | 0      |
| Ennio Ponzi               | 299 | le 4 novembre 1973 contre la Tchécoslovaquie     | le 1er mai 1977 contre la Roumanie                                        | 20     | 0      |
| Nino Rossi                | 300 | le 11 novembre 1973 contre la Yougoslavie        | le 2 novembre 1980 contre l'Union Soviétique                              | 16     | 12     |

## 301 à 400
| Sommaire                                                                             |
| ------------------------------------------------------------------------------------ |
| Haut • 1 à 100 • 101 à 200 • 201 à 300 • 301 à 400 • 401 à 500 501 à 600 • 601 à 700 |

| Nom                   | No  | Première sélection                                                        | Dernière sélection                                                        | Matchs | Points |
| --------------------- | --- | ------------------------------------------------------------------------- | ------------------------------------------------------------------------- | ------ | ------ |
| Raffaello Salvan      | 301 | le 11 novembre 1973 contre la Yougoslavie                                 | le 10 février 1974 contre le Portugal                                     | 2      | 7      |
| Pietro Vezzani        | 302 | le 11 novembre 1973 contre la Yougoslavie                                 | le 7 février 1976 contre France A                                         | 10     | 12     |
| Bernadino di Cola     | 303 | le 21 novembre 1973 contre Australie A                                    | le 21 novembre 1973 contre Australie A                                    | 1      | 0      |
| Antonio Tassin        | 304 | le 21 novembre 1973 contre Australie A                                    | le 21 novembre 1973 contre Australie A                                    | 1      | 0      |
| Mauro Zingarelli      | 305 | le 21 novembre 1973 contre Australie A                                    | le 21 novembre 1973 contre Australie A                                    | 1      | 0      |
| Giancarlo Cucchiella  | 306 | le 21 novembre 1973 contre Australie A                                    | le 31 mai 1987 contre les Fidji                                           | 22     | 4      |
| Pasquale Presutti     | 307 | le 15 mars 1974 contre une sélection du Middlesex                         | le 4 février 1978 contre France A                                         | 8      | 0      |
| Edoardo Scalzotto     | 308 | le 15 mars 1974 contre une sélection du Middlesex                         | le 20 mars 1974 contre une sélection du Oxfordshire                       | 3      | 4      |
| Evelino Aio           | 309 | le 5 mai 1974 contre l'Allemagne de l'Ouest                               | le 5 mai 1974 contre l'Allemagne de l'Ouest                               | 1      | 4      |
| Fiorenzo Blessano     | 310 | le 15 février 1975 contre France A                                        | le 22 avril 1979 contre la Roumanie                                       | 21     | 16     |
| Fulvio di Carlo       | 311 | le 6 avril 1975 contre l'Espagne                                          | le 5 octobre 1980 contre la Pologne                                       | 13     | 4      |
| Paolo Ferracin        | 312 | le 27 avril 1975 contre la Roumanie                                       | le 18 novembre 1978 contre l'Union Soviétique                             | 10     | 0      |
| Pierluigi Camiscioni  | 313 | le 13 septembre 1975 contre l'équipe d'Angleterre des moins de 23 ans     | le 4 février 1978 contre France A                                         | 7      | 0      |
| Antonio Falancia      | 314 | le 13 septembre 1975 contre l'équipe d'Angleterre des moins de 23 ans     | le 25 octobre 1975 contre la Pologne                                      | 2      | 0      |
| Gianni Franceschini   | 315 | le 23 novembre 1975 contre les Pays-Bas                                   | le 18 novembre 1978 contre l'Union Soviétique                             | 11     | 4      |
| Fabrizio Gaetaniello  | 316 | le 23 novembre 1975 contre les Pays-Bas                                   | le 7 septembre 1983 contre l'Espagne                                      | 39     | 23     |
| Eusebio Passarotto    | 317 | le 20 décembre 1975 contre l'Espagne                                      | le 20 décembre 1975 contre l'Espagne                                      | 1      | 0      |
| Giorgio Morelli       | 318 | le 7 février 1976 contre France A                                         | le 22 mai 1987 contre la Nouvelle-Zélande                                 | 26     | 12     |
| Paolo Mariani         | 319 | le 24 avril 1976 contre la Roumanie                                       | le 5 juillet 1980 contre l'équipe de Nouvelle-Zélande des moins de 20 ans | 22     | 16     |
| Narcisio Zanella      | 320 | le 21 octobre 1976 contre le Japon                                        | le 2 novembre 1980 contre l'Union Soviétique                              | 8      | 0      |
| Ercole Manni          | 321 | le 21 octobre 1976 contre le Japon                                        | le 2 avril 1977 contre la Pologne                                         | 5      | 8      |
| Rino Francescato      | 322 | le 27 novembre 1976 contre l'Espagne                                      | le 15 février 1986 contre France A                                        | 38     | 12     |
| Claudio Appiani       | 323 | le 27 novembre 1976 contre l'Espagne                                      | le 18 novembre 1978 contre l'Union Soviétique                             | 5      | 8      |
| Serafino Ghizzoni     | 324 | le 6 février 1977 contre France A                                         | le 22 mai 1987 contre la Nouvelle-Zélande                                 | 60     | 77     |
| Massimo Mascioletti   | 325 | le 6 mars 1977 contre le Maroc                                            | le 7 avril 1990 contre la Pologne                                         | 54     | 68     |
| Sabatino Pace         | 326 | le 6 mars 1977 contre le Maroc                                            | le 20 octobre 1984 contre la Tunisie                                      | 3      | 0      |
| Andrea Rinaldo        | 327 | le 6 mars 1977 contre le Maroc                                            | le 29 octobre 1977 contre la Tchécoslovaquie                              | 4      | 0      |
| Alessandro Zanella    | 328 | le 6 mars 1977 contre le Maroc                                            | le 6 mars 1977 contre le Maroc                                            | 1      | 0      |
| Carlo Casagrande      | 329 | le 1er mai 1977 contre la Roumanie                                        | le 1er mai 1977 contre la Roumanie                                        | 1      | 0      |
| Beppe Artuso          | 330 | le 23 octobre 1977 contre la Pologne                                      | le 22 mai 1987 contre la Nouvelle-Zélande                                 | 31     | 4      |
| Crescenzo Bentivoglio | 331 | le 23 octobre 1977 contre la Pologne                                      | le 23 octobre 1977 contre la Pologne                                      | 1      | 0      |
| Luciano Borsetto      | 332 | le 23 octobre 1977 contre la Pologne                                      | le 23 octobre 1977 contre la Pologne                                      | 1      | 0      |
| Oscar Collodo         | 333 | le 23 octobre 1977 contre la Pologne                                      | le 31 mai 1987 contre les Fidji                                           | 15     | 47     |
| Andrea Lijoi          | 334 | le 23 octobre 1977 contre la Pologne                                      | le 20 septembre 1979 contre le Maroc                                      | 5      | 0      |
| Paolo Pavesi          | 335 | le 23 octobre 1977 contre la Pologne                                      | le 2 novembre 1980 contre l'Union Soviétique                              | 3      | 0      |
| Lucio Pelliccione     | 336 | le 23 octobre 1977 contre la Pologne                                      | le 23 octobre 1977 contre la Pologne                                      | 1      | 0      |
| Bruno Francescato     | 337 | le 29 octobre 1977 contre la Tchécoslovaquie                              | le 12 avril 1981 contre la Roumanie                                       | 7      | 0      |
| Nick Screnci          | 338 | le 29 octobre 1977 contre la Tchécoslovaquie                              | le 18 mars 1984 contre le Maroc                                           | 9      | 4      |
| Loredano Zuin         | 339 | le 29 octobre 1977 contre la Tchécoslovaquie                              | le 22 avril 1979 contre la Roumanie                                       | 7      | 38     |
| Claudio Robazza       | 340 | le 24 octobre 1978 contre l'Argentine                                     | le 3 mars 1985 contre France A                                            | 33     | 4      |
| Giafranco Barbini     | 341 | le 18 novembre 1978 contre l'Union Soviétique                             | le 18 novembre 1978 contre l'Union Soviétique                             | 1      | 0      |
| Bruno Ancillotti      | 342 | le 17 décembre 1978 contre l'Espagne                                      | le 22 avril 1979 contre la Roumanie                                       | 4      | 0      |
| Stefano Bettarello    | 343 | le 14 avril 1979 contre la Pologne                                        | le 3 décembre 1988 contre l'Australie                                     | 55     | 483    |
| Luciano Catotti       | 344 | le 14 avril 1979 contre la Pologne                                        | le 16 mai 1979 contre l'équipe d'Angleterre des moins de 23 ans           | 2      | 0      |
| Donato Daldoss        | 345 | le 14 avril 1979 contre la Pologne                                        | le 20 septembre 1979 contre le Maroc                                      | 5      | 0      |
| Giorgio Fanton        | 346 | le 14 avril 1979 contre la Pologne                                        | le 14 avril 1979 contre la Pologne                                        | 1      | 0      |
| Luca Bonaiti          | 347 | le 22 avril 1979 contre la Roumanie                                       | le 5 octobre 1980 contre la Pologne                                       | 2      | 0      |
| Giancarlo Pivetta     | 348 | le 22 avril 1979 contre la Roumanie                                       | le 21 juin 1993 contre l'Espagne                                          | 53     | 20     |
| Concetto Angelozzi    | 349 | le 16 mai 1979 contre l'équipe d'Angleterre des moins de 23 ans           | le 6 juillet 1980 contre les Îles Cook                                    | 3      | 0      |
| Franco Bargelli       | 350 | le 16 mai 1979 contre l'équipe d'Angleterre des moins de 23 ans           | le 12 avril 1981 contre la Roumanie                                       | 14     | 8      |
| Louis Basei           | 351 | le 16 mai 1979 contre l'équipe d'Angleterre des moins de 23 ans           | le 12 avril 1981 contre la Roumanie                                       | 15     | 4      |
| Gianluca Limone       | 352 | le 16 mai 1979 contre l'équipe d'Angleterre des moins de 23 ans           | le 30 octobre 1983 contre l'Union Soviétique                              | 10     | 8      |
| Fulvio Lorigiola      | 353 | le 18 septembre 1979 contre l'Espagne                                     | le 7 février 1988 contre France A                                         | 34     | 8      |
| Andrea Angrisani      | 354 | le 20 septembre 1979 contre le Maroc                                      | le 20 octobre 1984 contre la Tunisie                                      | 7      | 4      |
| Fabio Trentin         | 355 | le 20 septembre 1979 contre le Maroc                                      | le 12 avril 1981 contre la Roumanie                                       | 5      | 17     |
| Massimo Trippitelli   | 356 | le 30 septembre 1979 contre la Pologne                                    | le 20 octobre 1984 contre la Tunisie                                      | 9      | 0      |
| Claudio Torresan      | 357 | le 17 février 1980 contre France A                                        | le 10 novembre 1985 contre l'Union Soviétique                             | 21     | 21     |
| Stefano Annibal       | 358 | le 14 juin 1980 contre les Fidji                                          | le 18 février 1990 contre France A                                        | 23     | 0      |
| Fabrizio Sintich      | 359 | le 14 juin 1980 contre les Fidji                                          | le 30 octobre 1983 contre l'Union Soviétique                              | 6      | 0      |
| Claudio Tinari        | 360 | le 5 juillet 1980 contre l'équipe de Nouvelle-Zélande des moins de 20 ans | le 22 avril 1984 contre la Roumanie                                       | 19     | 4      |
| Renato de Bernardo    | 361 | le 2 novembre 1980 contre l'Union Soviétique                              | le 30 septembre 1989 contre le Zimbabwe                                   | 24     | 8      |
| Mario Pavin           | 362 | le 2 novembre 1980 contre l'Union Soviétique                              | le 28 mai 1987 contre l'Argentine                                         | 8      | 0      |
| Fabio Gaetaniello     | 363 | le 21 décembre 1980 contre l'Espagne                                      | le 13 octobre 1991 contre la Nouvelle-Zélande                             | 30     | 20     |
| Alberto Osti          | 364 | le 8 mars 1981 contre France A                                            | le 2 avril 1988 contre la Roumanie                                        | 14     | 4      |
| Gianni Zanon          | 365 | le 8 mars 1981 contre France A                                            | le 8 octobre 1991 contre l'Angleterre                                     | 45     | 36     |
| Mauro Gardin          | 366 | le 25 octobre 1981 contre l'Union Soviétique                              | le 2 avril 1988 contre la Roumanie                                        | 25     | 4      |
| Claudio Jannone       | 367 | le 25 octobre 1981 contre l'Union Soviétique                              | le 11 avril 1982 contre la Roumanie                                       | 3      | 0      |
| Guido Rossi           | 368 | le 25 octobre 1981 contre l'Union Soviétique                              | le 21 avril 1991 contre la Roumanie                                       | 45     | 0      |
| Alessandro Ghini      | 369 | le 25 octobre 1981 contre l'Union Soviétique                              | le 5 novembre 1988 contre l'Union Soviétique                              | 26     | 0      |
| Andrea Azzali         | 370 | le 29 novembre 1981 contre l'Allemagne de l'Ouest                         | le 18 mai 1985 contre l'Espagne                                           | 16     | 20     |
| Marzio Innocenti      | 371 | le 29 novembre 1981 contre l'Allemagne de l'Ouest                         | le 3 décembre 1988 contre l'Australie                                     | 42     | 8      |
| Giancarlo Morelli     | 372 | le 29 novembre 1981 contre l'Allemagne de l'Ouest                         | le 19 février 1984 contre France A                                        | 6      | 0      |
| Claudio Colusso       | 373 | le 21 février 1982 contre France A                                        | le 21 février 1982 contre France A                                        | 1      | 0      |
| Mario Nicolosi        | 374 | le 11 avril 1982 contre la Roumanie                                       | le 11 avril 1982 contre la Roumanie                                       | 1      | 0      |
| Alessandro Fusco      | 375 | le 22 mai 1982 contre l'équipe d'Angleterre des moins de 23 ans           | le 18 octobre 1986 contre la Tunisie                                      | 5      | 0      |
| Stefano Romagnoli     | 376 | le 19 décembre 1982 contre le Maroc                                       | le 31 mai 1987 contre les Fidji                                           | 15     | 0      |
| Antonio Colella       | 377 | le 10 avril 1983 contre la Roumanie                                       | le 14 avril 1990 contre la Roumanie                                       | 41     | 8      |
| Luigi de Joanni       | 378 | le 25 juin 1983 contre le Canada                                          | le 14 avril 1990 contre la Roumanie                                       | 21     | 0      |
| Edgardo Venturi       | 379 | le 1er juillet 1983 contre le Canada                                      | le 20 février 1993 contre France A                                        | 28     | 46     |
| Luca Pelliccione      | 380 | le 7 septembre 1983 contre l'Espagne                                      | le 13 septembre 1983 contre France A                                      | 3      | 0      |
| Mario Fumei           | 381 | le 19 février 1984 contre France A                                        | le 19 février 1984 contre France A                                        | 1      | 0      |
| Giovanni Petralia     | 382 | le 19 février 1984 contre France A                                        | le 19 février 1984 contre France A                                        | 1      | 0      |
| Mariano Crescenzo     | 383 | le 22 avril 1984 contre la Roumanie                                       | le 22 avril 1984 contre la Roumanie                                       | 1      | 0      |
| Mauro Quaglio         | 384 | le 20 octobre 1984 contre la Tunisie                                      | le 2 avril 1988 contre la Roumanie                                        | 3      | 0      |
| Raffaele Dolfato      | 385 | le 3 mars 1985 contre France A                                            | le 5 novembre 1988 contre l'Union Soviétique                              | 9      | 0      |
| Roberto Corvo         | 386 | le 3 mars 1985 contre France A                                            | le 30 juin 1985 contre Zimbabwe                                           | 3      | 0      |
| Franco Berni          | 387 | le 14 avril 1985 contre la Roumanie                                       | le 19 février 1989 contre France A                                        | 10     | 0      |
| Stefano Barba         | 388 | le 14 avril 1985 contre la Roumanie                                       | le 21 juin 1993 contre l'Espagne                                          | 35     | 30     |
| Antonio Galeazzo      | 389 | le 18 mai 1985 contre l'Espagne                                           | le 7 novembre 1987 contre l'Union Soviétique                              | 5      | 0      |
| Filipo Vittadello     | 390 | le 18 mai 1985 contre l'Espagne                                           | le 18 janvier 1987 contre le Portugal                                     | 2      | 4      |
| Francesco Salvadego   | 391 | le 22 juin 1985 contre le Zimbabwe                                        | le 22 juin 1985 contre le Zimbabwe                                        | 1      | 0      |
| Daniele Tebaldi       | 392 | le 22 juin 1985 contre le Zimbabwe                                        | le 15 juin 1991 contre la Namibie                                         | 15     | 7      |
| Stefano Boccazzi      | 393 | le 22 juin 1985 contre le Zimbabwe                                        | le 5 novembre 1988 contre l'Union Soviétique                              | 2      | 0      |
| Sergio Appiani        | 394 | le 7 décembre 1985 contre la Roumanie                                     | le 19 février 1989 contre France A                                        | 4      | 4      |
| Luigi Troiani         | 395 | le 7 décembre 1985 contre la Roumanie                                     | le 4 juin 1995 contre l'Argentine                                         | 47     | 294    |
| Sergio Zorzi          | 396 | le 7 décembre 1985 contre la Roumanie                                     | le 1er octobre 1992 contre la Roumanie                                    | 7      | 0      |
| Alvise Russo          | 397 | le 10 mai 1986 contre Angleterre A                                        | le 10 mai 1986 contre Angleterre A                                        | 1      | 0      |
| Marcello Cuttitta     | 398 | le 18 janvier 1987 contre le Portugal                                     | le 30 janvier 1999 contre France A                                        | 54     | 110    |
| Piergianni Farina     | 399 | le 22 février 1987 contre France A                                        | le 31 mai 1987 contre les Fidji                                           | 3      | 0      |
| Tito Lupini           | 400 | le 12 avril 1987 contre la Roumanie                                       | le 15 avril 1989 contre la Roumanie                                       | 11     | 0      |

## 401 à 500
| Sommaire                                                                             |
| ------------------------------------------------------------------------------------ |
| Haut • 1 à 100 • 101 à 200 • 201 à 300 • 301 à 400 • 401 à 500 501 à 600 • 601 à 700 |

| Nom                     | No  | Première sélection                            | Dernière sélection                             | Matchs | Points |
| ----------------------- | --- | --------------------------------------------- | ---------------------------------------------- | ------ | ------ |
| Rodolfo Ambrosio        | 401 | le 22 mai 1987 contre la Nouvelle-Zélande     | le 5 novembre 1989 contre l'Union Soviétique   | 12     | 13     |
| Francesco Pietrosanti   | 402 | le 7 novembre 1987 contre l'Union Soviétique  | le 11 novembre 1993 contre France A            | 25     | 20     |
| Pietro Reale            | 403 | le 7 novembre 1987 contre l'Union Soviétique  | le 19 décembre 1992 contre l'Écosse A          | 7      | 4      |
| Luigi Salvati           | 404 | le 7 novembre 1987 contre l'Union Soviétique  | le 31 décembre 1988 contre l'Irlande           | 3      | 0      |
| Carlo De Biase          | 405 | le 5 décembre 1987 contre l'Espagne           | le 3 décembre 1988 contre l'Australie          | 3      | 4      |
| Massimo Bonomi          | 406 | le 7 février 1988 contre France A             | le 16 janvier 1996 contre le Pays de Galles    | 34     | 93     |
| Corrado Covi            | 407 | le 7 février 1988 contre France A             | le 23 novembre 1996 contre l'Angleterre        | 19     | 4      |
| Roberto Favaro          | 408 | le 7 février 1988 contre France A             | le 2 mars 1996 contre le Portugal              | 42     | 5      |
| Moreno Trevisiol        | 409 | le 7 février 1988 contre France A             | le 14 mai 1994 contre la Roumanie              | 8      | 0      |
| Carlo Pratichetti       | 410 | le 2 avril 1988 contre la Roumanie            | le 7 avril 1988 contre la Pologne              | 2      | 0      |
| Roberto Saetti          | 411 | le 5 novembre 1988 contre l'Union Soviétique  | le 18 avril 1992 contre la Roumanie            | 19     | 4      |
| Massimo Brunello        | 412 | le 31 décembre 1988 contre l'Irlande          | le 17 avril 1993 contre le Portugal            | 8      | 15     |
| Giulio Morelli          | 413 | le 31 décembre 1988 contre l'Irlande          | le 15 avril 1989 contre la Roumanie            | 3      | 0      |
| Vittorio Pesce          | 414 | le 31 décembre 1988 contre l'Irlande          | le 15 avril 1989 contre la Roumanie            | 2      | 0      |
| Luigi Capitani          | 415 | le 19 février 1989 contre France A            | le 5 novembre 1989 contre l'Union Soviétique   | 6      | 13     |
| Giovanni Grespan        | 416 | le 19 février 1989 contre France A            | le 12 octobre 1995 contre le pays de Galles    | 20     | 5      |
| Enrico Ceselin          | 417 | le 19 février 1989 contre France A            | le 15 avril 1989 contre la Roumanie            | 2      | 4      |
| Guido Porcellato        | 418 | le 15 avril 1989 contre la Roumanie           | le 15 avril 1989 contre la Roumanie            | 1      | 0      |
| Alessandro Caranci      | 419 | le 15 avril 1989 contre la Roumanie           | le 15 avril 1989 contre la Roumanie            | 1      | 0      |
| Massimo Bimbati         | 420 | le 30 septembre 1989 contre le Zimbabwe       | le 30 septembre 1989 contre le Zimbabwe        | 1      | 0      |
| Mose de Stefani         | 421 | le 30 septembre 1989 contre le Zimbabwe       | le 30 septembre 1989 contre le Zimbabwe        | 1      | 0      |
| Pierpaolo Pedroni       | 422 | le 30 septembre 1989 contre le Zimbabwe       | le 5 octobre 1996 contre le pays de Galles     | 25     | 10     |
| Massimo Giovanelli      | 423 | le 30 septembre 1989 contre le Zimbabwe       | le 5 février 2000 contre l'Écosse              | 60     | 19     |
| Massimo Cuttitta        | 424 | le 7 avril 1990 contre la Pologne             | le 18 mars 2000 contre l'Angleterre            | 69     | 29     |
| Franco Properzi-Curti   | 425 | le 7 avril 1990 contre la Pologne             | le 8 avril 2001 contre le pays de Galles       | 54     | 15     |
| Mauro Tommasi           | 426 | le 7 avril 1990 contre la Pologne             | le 25 juin 1993 contre France A                | 7      | 10     |
| Umberto Casellato       | 427 | le 30 septembre 1990 contre l'Espagne         | le 18 décembre 1993 contre l'Écosse            | 10     | 5      |
| Carlo Checchinato       | 428 | le 30 septembre 1990 contre l'Espagne         | le 20 mars 2004 contre l'Irlande               | 83     | 105    |
| Giambattista Croci      | 429 | le 30 septembre 1990 contre l'Espagne         | le 7 février 1998 contre le pays de Galles     | 24     | 13     |
| Massimo Goti            | 430 | le 3 octobre 1990 contre les Pays-Bas         | le 3 octobre 1990 contre les Pays-Bas          | 1      | 0      |
| Stefano Bordon          | 431 | le 7 octobre 1990 contre la Roumanie          | le 22 mars 1997 contre la France               | 29     | 5      |
| Ivan Francescato        | 432 | le 7 octobre 1990 contre la Roumanie          | le 8 novembre 1997 contre l'Afrique du Sud     | 38     | 77     |
| Antonio Piazza          | 433 | le 24 novembre 1990 contre l'Union Soviétique | le 24 novembre 1990 contre l'Union Soviétique  | 1      | 0      |
| Gustavo Milano          | 434 | le 24 novembre 1990 contre l'Union Soviétique | le 24 novembre 1990 contre l'Union Soviétique  | 1      | 0      |
| Diego Dominguez         | 435 | le 2 mars 1991 contre France A                | le 22 février 2003 contre l'Irlande            | 74     | 983    |
| Paolo Vaccari           | 436 | le 15 juin 1991 contre la Namibie             | le 29 mars 2003 contre l'Écosse                | 64     | 107    |
| Alessandro Bottacchiari | 437 | le 13 octobre 1991 contre la Nouvelle-Zélande | le 1er octobre 1992 contre la Roumanie         | 6      | 9      |
| Walter Cristofoletto    | 438 | le 18 avril 1992 contre la Roumanie           | le 1er avril 2000 contre la France             | 31     | 5      |
| Daniele Sesenna         | 439 | le 18 avril 1992 contre la Roumanie           | le 1er octobre 1994 contre la Roumanie         | 5      | 0      |
| Tito Ciccio             | 440 | le 1er octobre 1992 contre la Roumanie        | le 25 juin 1993 contre France A                | 5      | 0      |
| Julian Gardner          | 441 | le 1er octobre 1992 contre la Roumanie        | le 7 février 1998 contre le pays de Galles     | 20     | 20     |
| Mark Giacheri           | 442 | le 1er octobre 1992 contre la Roumanie        | le 30 août 2003 contre l'Irlande               | 48     | 0      |
| Ramiro Cassina          | 443 | le 1er octobre 1992 contre la Roumanie        | le 19 décembre 1992 contre Écosse A            | 2      | 0      |
| Carlo Orlandi           | 444 | le 19 décembre 1992 contre Écosse A           | le 1er avril 2000 contre la France             | 42     | 20     |
| Stefano Rigo            | 445 | le 19 décembre 1992 contre Écosse A           | le 17 avril 1993 contre le Portugal            | 4      | 15     |
| Piero Dotto             | 446 | le 14 février 1993 contre l'Espagne           | le 1er octobre 1994 contre la Roumanie         | 4      | 15     |
| Fabio Coppo             | 447 | le 20 février 1993 contre France A            | le 21 juin 1993 contre l'Espagne               | 5      | 5      |
| Mauro dal Sie           | 448 | le 17 avril 1993 contre le Portugal           | le 23 octobre 1996 contre l'Australie          | 7      | 0      |
| Hector de Marco         | 449 | le 17 avril 1993 contre le Portugal           | le 17 avril 1993 contre le Portugal            | 1      | 0      |
| Gabriel Filizzola       | 450 | le 17 avril 1993 contre le Portugal           | le 28 octobre 1995 contre la Nouvelle-Zélande  | 12     | 72     |
| Alessandro Moscardi     | 451 | le 17 avril 1993 contre le Portugal           | le 7 avril 2002 contre l'Angleterre            | 44     | 3      |
| Leonardo Perziano       | 452 | le 17 avril 1993 contre le Portugal           | le 17 avril 1993 contre le Portugal            | 1      | 5      |
| Giuliano Faltiba        | 453 | le 17 avril 1993 contre le Portugal           | le 17 avril 1993 contre le Portugal            | 1      | 0      |
| Andrea Sgorlon          | 454 | le 17 avril 1993 contre le Portugal           | le 20 mars 1999 contre le pays de Galles       | 37     | 10     |
| Massimiliano Capuzzoni  | 455 | le 17 juin 1993 contre la Croatie             | le 6 mai 1995 contre l'Irlande                 | 2      | 0      |
| Massimo Ravazzolo       | 456 | le 17 juin 1993 contre la Croatie             | le 8 novembre 1997 contre l'Afrique du Sud     | 23     | 15     |
| Vittorio d'Anna         | 457 | le 6 novembre 1993 contre la Russie           | le 6 novembre 1993 contre la Russie            | 1      | 0      |
| Orazio Arancio          | 458 | le 6 novembre 1993 contre la Russie           | le 14 octobre 1999 contre la Nouvelle-Zélande  | 34     | 10     |
| Danilo Beretta          | 459 | le 18 décembre 1993 contre Écosse A           | le 18 décembre 1993 contre Écosse A            | 1      | 0      |
| Roberto Crotti          | 460 | le 18 décembre 1993 contre Écosse A           | le 12 novembre 1995 contre l'Afrique du Sud    | 2      | 0      |
| Nicola Aldrovandi       | 461 | le 7 mai 1994 contre l'Espagne                | le 21 mai 1994 contre les Pays-Bas             | 3      | 25     |
| Claudio de Rossi        | 462 | le 7 mai 1994 contre l'Espagne                | le 1er octobre 1994 contre la Roumanie         | 3      | 0      |
| Alessandro Troncon      | 463 | le 7 mai 1994 contre l'Espagne                | le 29 septembre 2007 contre l'Écosse           | 101    | 95     |
| Javier Pertile          | 464 | le 14 mai 1994 contre la Roumanie             | le 19 juin 1999 contre l'Afrique du Sud        | 15     | 5      |
| Andrea Castellani       | 465 | le 18 mai 1994 contre la République tchèque   | le 14 octobre 1999 contre la Nouvelle-Zélande  | 20     | 5      |
| Mario Gerosa            | 466 | le 18 mai 1994 contre la République tchèque   | le 4 juin 1995 contre l'Afrique du Sud         | 7      | 20     |
| Diego Scaglia           | 467 | le 1er octobre 1994 contre la Roumanie        | le 20 mars 1999 contre le pays de Galles       | 6      | 5      |
| Massimo Alfonsetti      | 468 | le 4 décembre 1994 contre France A            | le 4 décembre 1994 contre France A             | 1      | 0      |
| Marco Platania          | 469 | le 4 décembre 1994 contre France A            | le 2 mars 1996 contre le Portugal              | 4      | 10     |
| Francesco Mazzariol     | 470 | le 14 octobre 1995 contre la France           | le 26 juin 2004 contre la Roumanie             | 33     | 78     |
| Fabio Roselli           | 471 | le 14 octobre 1995 contre la France           | le 10 octobre 1999 contre les Tonga            | 16     | 25     |
| Carlo Caione            | 472 | le 21 octobre 1995 contre la Roumanie         | le 10 novembre 2001 contre les Fidji           | 25     | 15     |
| Matteo Piovene          | 473 | le 28 octobre 1995 contre la Nouvelle-Zélande | le 28 octobre 1995 contre la Nouvelle-Zélande  | 1      | 0      |
| Nicola Mazzucato        | 474 | le 12 novembre 1995 contre l'Afrique du Sud   | le 4 juillet 2004 contre le Japon              | 39     | 25     |
| Federico Williams       | 475 | le 12 novembre 1995 contre l'Afrique du Sud   | le 12 novembre 1995 contre l'Afrique du Sud    | 1      | 0      |
| Tommaso Visentin        | 476 | le 16 janvier 1996 contre le pays de Galles   | le 16 janvier 1996 contre le pays de Galles    | 1      | 0      |
| Giampiero de Carli      | 477 | le 16 janvier 1996 contre le pays de Galles   | le 9 mars 2003 contre l'Angleterre             | 32     | 25     |
| Simone Babbo            | 478 | le 2 mars 1996 contre le Portugal             | le 2 mars 1996 contre le Portugal              | 1      | 10     |
| Andrea Gritti           | 479 | le 2 mars 1996 contre le Portugal             | le 8 avril 2001 contre le pays de Galles       | 15     | 0      |
| Gianluca Guidi          | 480 | le 2 mars 1996 contre le Portugal             | le 26 octobre 1997 contre la Roumanie          | 5      | 0      |
| Piergiorgi Menapace     | 481 | le 2 mars 1996 contre le Portugal             | le 2 mars 1996 contre le Portugal              | 1      | 0      |
| Riccardo Piovan         | 482 | le 2 mars 1996 contre le Portugal             | le 25 novembre 2000 contre la Nouvelle-Zélande | 4      | 0      |
| Leandro Manteri         | 483 | le 5 octobre 1996 contre le pays de Galles    | le 14 décembre 1996 contre l'Écosse            | 4      | 0      |
| Roberto Rampazzo        | 484 | le 5 octobre 1996 contre le pays de Galles    | le 10 avril 1999 contre l'Irlande              | 2      | 0      |
| Andrea Barattin         | 485 | le 23 octobre 1996 contre l'Australie         | le 23 novembre 1996 contre l'Angleterre        | 2      | 0      |
| Cristian Stoica         | 486 | le 4 janvier 1997 contre l'Irlande            | le 9 juin 2007 contre l'Argentine              | 71     | 55     |
| Luca Martin             | 487 | le 18 octobre 1997 contre la France           | le 16 février 2002 contre l'Écosse             | 38     | 45     |
| Manuel Dallan           | 488 | le 22 octobre 1997 contre l'Argentine         | le 6 mars 2004 contre l'Écosse                 | 18     | 20     |
| Andrea Moretti          | 489 | le 26 octobre 1997 contre la Roumanie         | le 11 juin 2005 contre l'Argentine             | 13     | 0      |
| Corrado Pilat           | 490 | le 20 décembre 1997 contre l'Irlande          | le 8 avril 2001 contre le pays de Galles       | 7      | 13     |
| Stefano Saviozzi        | 491 | le 18 avril 1998 contre la Russie             | le 22 septembre 2002 contre l'Espagne          | 14     | 10     |
| Giuseppe Lanzi          | 492 | le 7 novembre 1998 contre l'Argentine         | le 3 février 2001 contre l'Irlande             | 8      | 0      |
| Mauro Bergamasco        | 493 | le 18 novembre 1998 contre les Pays-Bas       | le 4 octobre 2015 contre l'Irlande             | 106    | 75     |
| Matt Pini               | 494 | le 18 novembre 1998 contre les Pays-Bas       | le 1er avril 2000 contre la France             | 12     | 10     |
| Simone Stocco           | 495 | le 18 novembre 1998 contre les Pays-Bas       | le 15 juillet 2000 contre les Fidji            | 4      | 5      |
| Michele Birtig          | 496 | le 18 novembre 1998 contre les Pays-Bas       | le 30 janvier 1999 contre France A             | 2      | 0      |
| Giampiero Mazzi         | 497 | le 18 novembre 1998 contre les Pays-Bas       | le 26 août 1999 contre l'Espagne               | 5      | 5      |
| Nanni Raineri           | 498 | le 18 novembre 1998 contre les Pays-Bas       | le 6 septembre 2003 contre la Géorgie          | 22     | 13     |
| Marco Baroni            | 499 | le 30 janvier 1999 contre France A            | le 11 novembre 2000 contre le Canada           | 6      | 5      |
| Denis Dallan            | 500 | le 30 janvier 1999 contre France A            | le 10 février 2007 contre l'Angleterre         | 42     | 35     |

## 501 à 600
| Sommaire                                                                             |
| ------------------------------------------------------------------------------------ |
| Haut • 1 à 100 • 101 à 200 • 201 à 300 • 301 à 400 • 401 à 500 501 à 600 • 601 à 700 |

| Nom                      | No  | Première sélection                             | Dernière sélection                               | Matchs | Points |
| ------------------------ | --- | ---------------------------------------------- | ------------------------------------------------ | ------ | ------ |
| Giacomo Preo             | 501 | le 10 avril 1999 contre l'Irlande              | le 25 novembre 2000 contre la Nouvelle-Zélande   | 7      | 2      |
| Wim Visser               | 502 | le 10 avril 1999 contre l'Irlande              | le 24 novembre 2001 contre les Samoa             | 22     | 5      |
| Gianluca Faliva          | 503 | le 19 juin 1999 contre l'Afrique du Sud        | le 23 novembre 2002 contre l'Australie           | 4      | 0      |
| Laurent Travini          | 504 | le 19 juin 1999 contre l'Afrique du Sud        | le 4 mars 2000 contre l'Irlande                  | 5      | 0      |
| Sandro Ceppolino         | 505 | le 22 août 1999 contre l'Uruguay               | le 14 octobre 1999 contre la Nouvelle-Zélande    | 5      | 5      |
| Andrea De Rossi          | 506 | le 22 août 1999 contre l'Uruguay               | le 26 juin 2004 contre la Roumanie               | 34     | 10     |
| Andrea Scanavacca        | 507 | le 22 août 1999 contre l'Uruguay               | le 17 mars 2007 contre l'Irlande                 | 11     | 49     |
| Luciano Cornella         | 508 | le 26 août 1999 contre l'Espagne               | le 26 août 1999 contre l'Espagne                 | 1      | 0      |
| Andrea Masi              | 509 | le 26 août 1999 contre l'Espagne               | le 19 septembre 2015 contre la France            | 95     | 65     |
| Federico Pucciariello    | 510 | le 26 août 1999 contre l'Espagne               | le 16 novembre 2002 contre l'Argentine           | 8      | 5      |
| Nicolas Zisti            | 511 | le 2 octobre 1999 contre l'Angleterre          | le 1er avril 2000 contre la France               | 4      | 0      |
| Alejandro Moreno         | 512 | le 10 octobre 1999 contre les Tonga            | le 28 juin 2008 contre l'Argentine               | 5      | 0      |
| Tino Paoletti            | 513 | le 5 février 2000 contre l'Écosse              | le 17 novembre 2001 contre l'Afrique du Sud      | 15     | 0      |
| Matteo Mazzantini        | 514 | le 5 février 2000 contre l'Écosse              | le 21 octobre 2003 contre le Canada              | 9      | 0      |
| Aaron Persico            | 515 | le 5 février 2000 contre l'Écosse              | le 11 février 2006 contre l'Angleterre           | 56     | 10     |
| Marco Rivaro             | 516 | le 5 février 2000 contre l'Écosse              | le 17 février 2001 contre l'Angleterre           | 4      | 0      |
| Juan Francesio           | 517 | le 19 février 2000 contre le pays de Galles    | le 7 juillet 2001 contre l'Uruguay               | 4      | 0      |
| Salvatore Perugini       | 518 | le 4 mars 2000 contre l'Irlande                | le 2 octobre 2011 contre l'Irlande               | 83     | 0      |
| Andrea Lo Cicero         | 519 | le 18 mars 2000 contre l'Angleterre            | le 16 mars 2013 contre l'Irlande                 | 103    | 40     |
| Ramiro Pez               | 520 | le 8 juillet 2000 contre les Samoa             | le 29 septembre 2007 contre l'Écosse             | 40     | 260    |
| Juan Manuel Queirolo     | 521 | le 8 juillet 2000 contre les Samoa             | le 6 septembre 2003 contre la Géorgie            | 9      | 0      |
| David Dal Maso           | 522 | le 8 juillet 2000 contre les Samoa             | le 25 juin 2005 contre l'Australie               | 14     | 0      |
| Luca Mastrodomenico      | 523 | le 8 juillet 2000 contre les Samoa             | le 14 juillet 2001 contre l'Argentine            | 5      | 0      |
| Lisandro Villagra        | 524 | le 8 juillet 2000 contre les Samoa             | le 15 juillet 2000 contre les Fidji              | 2      | 0      |
| Maurizio Zaffiri         | 525 | le 15 juillet 2000 contre les Fidji            | le 17 mars 2007 contre l'Irlande                 | 14     | 0      |
| Filippo Frati            | 526 | le 11 novembre 2000 contre le Canada           | le 17 mars 2001 contre l'Écosse                  | 4      | 0      |
| Andrea Muraro            | 527 | le 11 novembre 2000 contre le Canada           | le 2 février 2002 contre la France               | 13     | 0      |
| Fabio Ongaro             | 528 | le 11 novembre 2000 contre le Canada           | le 17 mars 2012 contre l'Écosse                  | 81     | 25     |
| Massimiliano Perziano    | 529 | le 25 novembre 2000 contre la Nouvelle-Zélande | le 17 novembre 2001 contre l'Afrique du Sud      | 10     | 15     |
| Ezio Galon               | 530 | le 3 février 2001 contre l'Irlande             | le 15 mars 2008 contre l'Écosse                  | 19     | 5      |
| Walter Pozzebon          | 531 | le 3 février 2001 contre l'Irlande             | le 25 novembre 2006 contre le Canada             | 22     | 20     |
| Giovanni Antoni          | 532 | le 23 juin 2001 contre la Namibie              | le 30 juin 2001 contre l'Afrique du Sud          | 2      | 0      |
| Marco Bortolami          | 533 | le 23 juin 2001 contre la Namibie              | le 22 août 2015 contre l'Écosse                  | 112    | 35     |
| Roberto Pedrazzi         | 534 | le 23 juin 2001 contre la Namibie              | le 19 mars 2005 contre la France                 | 8      | 0      |
| Salvatore Garozzo        | 535 | le 7 juillet 2001 contre l'Uruguay             | le 16 novembre 2002 contre l'Argentine           | 3      | 0      |
| Andrea Benatti           | 536 | le 10 novembre 2001 contre les Fidji           | le 11 octobre 2003 contre la Nouvelle-Zélande    | 5      | 5      |
| Samuele Pace             | 537 | le 17 novembre 2001 contre l'Afrique du Sud    | le 26 novembre 2005 contre les Fidji             | 3      | 0      |
| Cristiano Zanoletti      | 538 | le 24 novembre 2001 contre les Samoa           | le 26 juin 2005 contre l'Australie               | 7      | 0      |
| Santiago Dellapè         | 539 | le 2 février 2002 contre la France             | le 12 mars 2011 contre la France                 | 64     | 15     |
| Matthew Phillips         | 540 | le 2 février 2002 contre la France             | le 25 octobre 2003 contre le pays de Galles      | 14     | 15     |
| Mirco Bergamasco         | 541 | le 2 février 2002 contre la France             | le 24 novembre 2012 contre l'Australie           | 89     | 256    |
| Gert Peens               | 542 | le 2 mars 2002 contre le pays de Galles        | le 11 novembre 2006 contre l'Australie           | 23     | 105    |
| Carlos Nieto             | 543 | le 7 avril 2002 contre l'Angleterre            | le 21 mars 2009 contre la France                 | 34     | 0      |
| Ramiro Martinez-Frugoni  | 544 | le 8 juin 2002 contre la Nouvelle-Zélande      | le 11 octobre 2003 contre la Nouvelle-Zélande    | 10     | 0      |
| Sergio Parisse           | 545 | le 8 juin 2002 contre la Nouvelle-Zélande      | le 4 octobre 2019 contre l'Afrique du Sud        | 142    | 83     |
| Matteo Barbini           | 546 | le 8 juin 2002 contre la Nouvelle-Zélande      | le 17 mars 2007 contre l'Irlande                 | 15     | 5      |
| Martín Castrogiovanni    | 547 | le 8 juin 2002 contre la Nouvelle-Zélande      | le 19 mars 2016 contre le pays de Galles         | 119    | 60     |
| Enrico Pavanello         | 548 | le 28 septembre 2002 contre la Roumanie        | le 27 novembre 2004 contre les États-Unis        | 8      | 0      |
| Scott Palmer             | 549 | le 16 novembre 2002 contre l'Argentine         | le 26 juin 2004 contre la Roumanie               | 12     | 10     |
| Cristian Bezzi           | 550 | le 15 février 2003 contre le pays de Galles    | le 25 juin 2005 contre l'Australie               | 11     | 0      |
| Carlo Festuccia          | 551 | le 15 février 2003 contre le pays de Galles    | le 23 juin 2012 contre les États-Unis            | 54     | 15     |
| Gonzalo Canale           | 552 | le 23 août 2003 contre l'Écosse                | le 23 novembre 2003 contre l'Argentine           | 86     | 35     |
| Diego Sacca              | 553 | le 30 août 2003 contre l'Irlande               | le 30 août 2003 contre l'Irlande                 | 1      | 0      |
| Rima Wakarua-Noema       | 554 | le 15 octobre 2003 contre les Tonga            | le 26 novembre 2005 contre les Fidji             | 11     | 99     |
| Paul Griffen             | 555 | le 15 février 2004 contre l'Angleterre         | le 21 mars 2009 contre la France                 | 42     | 13     |
| Roland de Marigny        | 556 | le 15 février 2004 contre l'Angleterre         | le 19 septembre 2007 contre le Portugal          | 19     | 47     |
| Silvio Orlando           | 557 | le 15 février 2004 contre l'Angleterre         | le 19 septembre 2007 contre le Portugal          | 14     | 0      |
| Roberto Mandelli         | 558 | le 20 mars 2004 contre l'Irlande               | le 9 juin 2007 contre l'Argentine                | 9      | 0      |
| Simon Picone             | 559 | le 20 mars 2004 contre l'Irlande               | le 26 juin 2010 contre l'Afrique du Sud          | 23     | 5      |
| Carlo Del Fava           | 560 | le 27 mars 2004 contre le pays de Galles       | le 11 septembre 2011 contre l'Australie          | 54     | 5      |
| Salvatore Costanzo       | 561 | le 26 juin 2004 contre la Roumanie             | le 27 novembre 2004 contre les États-Unis        | 4      | 0      |
| Kaine Robertson          | 562 | le 26 juin 2004 contre la Roumanie             | le 19 juin 2010 contre l'Afrique du Sud          | 47     | 70     |
| Danilo Carpente          | 563 | le 26 juin 2004 contre la Roumanie             | le 4 juillet 2004 contre le Japon                | 2      | 0      |
| Giorgio Intoppa          | 564 | le 26 juin 2004 contre la Roumanie             | le 12 mars 2005 contre l'Angleterre              | 7      | 0      |
| Mario Savi               | 565 | le 26 juin 2004 contre la Roumanie             | le 12 mars 2005 contre l'Angleterre              | 3      | 0      |
| Ludovico Nitoglia        | 566 | le 6 novembre 2004 contre le Canada            | le 18 mars 2006 contre l'Écosse                  | 17     | 0      |
| Luciano Orquera          | 567 | le 6 novembre 2004 contre le Canada            | le 21 mars 2015 contre le pays de Galles         | 48     | 154    |
| Pietro Travagli          | 568 | le 6 novembre 2004 contre le Canada            | le 22 novembre 2008 contre les Pacific Islanders | 9      | 5      |
| Matteo Pratichetti       | 569 | le 13 novembre 2004 contre la Nouvelle-Zélande | le 20 septembre 2011 contre la Russie            | 24     | 25     |
| Valerio Bernabo          | 570 | le 27 novembre 2004 contre les États-Unis      | le 18 juin 2016 contre les États-Unis            | 33     | 0      |
| Antonio Mannato          | 571 | le 27 novembre 2004 contre les États-Unis      | le 25 juin 2005 contre l'Australie               | 3      | 5      |
| Josh Sole                | 572 | le 11 juin 2005 contre l'Argentine             | le 5 février 2011 contre l'Irlande               | 47     | 15     |
| Antonio Pavanello        | 573 | le 11 juin 2005 contre l'Argentine             | le 8 mars 2014 contre l'Irlande                  | 23     | 0      |
| Pablo Canavosio          | 574 | le 25 juin 2005 contre l'Australie             | le 20 septembre 2011 contre la Russie            | 38     | 30     |
| Michele Rizzo            | 575 | le 25 juin 2005 contre l'Australie             | le 26 février 2017 contre l'Angleterre           | 23     | 5      |
| Matías Agüero            | 576 | le 12 novembre 2005 contre les Tonga           | le 11 octobre 2015 contre la Roumanie            | 40     | 5      |
| Alessandro Zanni         | 577 | le 12 novembre 2005 contre les Tonga           | le 22 février 2020 contre l'Ecosse               | 119    | 20     |
| David Bortolussi         | 578 | le 11 juin 2006 contre le Japon                | le 10 février 2008 contre l'Angleterre           | 16     | 147    |
| Benjamin de Jager        | 579 | le 11 juin 2006 contre le Japon                | le 11 juin 2006 contre le Japon                  | 1      | 0      |
| Robert Barbieri          | 580 | le 11 juin 2006 contre le Japon                | le 10 juin 2017 contre l'Écosse                  | 41     | 15     |
| Leonardo Ghiraldini      | 581 | le 11 juin 2006 contre le Japon                | le 5 décembre 2020 contre le pays de Galles      | 105    | 30     |
| Andrea Marcato           | 582 | le 11 juin 2006 contre le Japon                | le 21 mars 2009 contre la France                 | 16     | 81     |
| Michele Sepe             | 583 | le 11 juin 2006 contre le Japon                | le 26 juin 2010 contre l'Afrique du Sud          | 3      | 5      |
| Fabio Staibano           | 584 | le 11 juin 2006 contre le Japon                | le 10 mars 2012 contre le pays de Galles         | 11     | 0      |
| Marko Stanojevic         | 585 | le 7 octobre 2006 contre le Portugal           | le 8 septembre 2007 contre la Nouvelle-Zélande   | 7      | 45     |
| Warren Spragg            | 586 | le 25 novembre 2006 contre le Canada           | le 25 novembre 2006 contre le Canada             | 1      | 0      |
| Kris Burton              | 587 | le 2 juin 2007 contre l'Uruguay                | le 23 février 2013 contre le pays de Galles      | 21     | 87     |
| Enrico Patrizio          | 588 | le 2 juin 2007 contre l'Uruguay                | le 21 juin 2008 contre l'Afrique du Sud          | 4      | 0      |
| Alessio Galante          | 589 | le 2 juin 2007 contre l'Uruguay                | le 9 juin 2007 contre l'Argentine                | 2      | 0      |
| Manoa Vosawai            | 590 | le 18 août 2007 contre le Japon                | le 21 juin 2014 contre le Japon                  | 17     | 5      |
| Lorenzo Cittadini        | 591 | le 2 février 2008 contre l'Irlande             | le 18 mars 2017 contre l'Écosse                  | 58     | 15     |
| Tommaso Reato            | 592 | le 2 février 2008 contre l'Irlande             | le 20 juin 2009 contre l'Australie               | 9      | 0      |
| Alberto Sgarbi           | 593 | le 10 février 2008 contre l'Angleterre         | le 7 juin 2014 contre les Fidji                  | 29     | 10     |
| Paolo Buso               | 594 | le 23 février 2008 contre le pays de Galles    | le 23 février 2008 contre le pays de Galles      | 1      | 0      |
| Jaco Erasmus             | 595 | le 9 mars 2008 contre la France                | le 21 juin 2008 contre l'Afrique du Sud          | 3      | 0      |
| Gonzalo García           | 596 | le 21 juin 2008 contre l'Afrique du Sud        | le 19 mars 2016 contre le pays de Galles         | 44     | 21     |
| Luke McLean              | 597 | le 21 juin 2008 contre l'Afrique du Sud        | le 18 mars 2017 contre l'Écosse                  | 89     | 74     |
| Ignacio Fernandez-Rouyet | 598 | le 21 juin 2008 contre l'Afrique du Sud        | le 28 novembre 2009 contre les Samoa             | 7      | 0      |
| Riccardo Pavan           | 599 | le 21 juin 2008 contre l'Afrique du Sud        | le 21 juin 2008 contre l'Afrique du Sud          | 1      | 0      |
| Giulio Toniolatti        | 600 | le 8 novembre 2008 contre l'Australie          | le 22 novembre 2014 contre l'Afrique du Sud      | 15     | 10     |

## 601 à 700
| Sommaire                                                                             |
| ------------------------------------------------------------------------------------ |
| Haut • 1 à 100 • 101 à 200 • 201 à 300 • 301 à 400 • 401 à 500 501 à 600 • 601 à 700 |

| Nom                      | No  | Première sélection                             | Dernière sélection                              | Matchs | Points |
| ------------------------ | --- | ---------------------------------------------- | ----------------------------------------------- | ------ | ------ |
| Jean-François Montauriol | 601 | le 7 février 2009 contre l'Angleterre          | le 20 juin 2009 contre l'Australie              | 2      | 0      |
| Andrea Bacchetti         | 602 | le 15 février 2009 contre l'Irlande            | le 28 février 2009 contre l'Écosse              | 2      | 0      |
| Giulio Rubini            | 603 | le 28 février 2009 contre l'Écosse             | le 20 juin 2009 contre l'Australie              | 4      | 0      |
| Franco Sbaraglini        | 604 | le 28 février 2009 contre l'Écosse             | le 26 juin 2010 contre l'Afrique du Sud         | 5      | 0      |
| Roberto Quartaroli       | 605 | le 14 mars 2009 contre le pays de Galles       | le 23 juin 2012 contre les États-Unis           | 5      | 0      |
| Quintin Geldenhuys       | 606 | le 13 juin 2009 contre l'Australie             | le 26 novembre 2016 contre les Tonga            | 67     | 0      |
| Craig Gower              | 607 | le 13 juin 2009 contre l'Australie             | le 13 novembre 2010 contre l'Argentine          | 14     | 17     |
| Paul Derbyshire          | 608 | le 13 juin 2009 contre l'Australie             | le 7 juin 2014 contre les Fidji                 | 24     | 0      |
| Tito Tebaldi             | 609 | le 13 juin 2009 contre l'Australie             | le 4 octobre 2019 contre l'Afrique du Sud       | 36     | 8      |
| Simone Favaro            | 610 | le 20 juin 2009 contre l'Australie             | le 11 mars 2017 contre la France                | 36     | 10     |
| Riccardo Bocchino        | 611 | le 6 février 2010 contre l'Irlande             | le 23 juin 2012 contre les États-Unis           | 14     | 29     |
| Tommaso Benvenuti        | 612 | le 13 novembre 2010 contre l'Argentine         | le 4 octobre 2019 contre l'Afrique du Sud       | 62     | 35     |
| Edoardo Gori             | 613 | le 20 novembre 2010 contre l'Australie         | le 9 février 2019 contre le pays de Galles      | 69     | 35     |
| Fabio Semenzato          | 614 | le 12 février 2011 contre l'Angleterre         | le 10 mars 2012 contre le pays de Galles        | 12     | 5      |
| Tommaso D'Apice          | 615 | le 13 août 2011 contre le Japon                | le 11 mars 2017 contre la France                | 13     | 5      |
| Cornelius van Zyl        | 616 | le 13 août 2011 contre le Japon                | le 10 mars 2012 contre le pays de Galles        | 8      | 0      |
| Joshua Furno             | 617 | le 20 août 2011 contre l'Écosse                | le 5 février 2017 contre le pays de Galles      | 37     | 10     |
| Giovanbattista Venditti  | 618 | le 4 février 2012 contre la France             | le 24 juin 2017 contre l'Australie              | 44     | 40     |
| Tobie Botes              | 619 | le 4 février 2012 contre la France             | le 22 février 2014 contre l'Écosse              | 22     | 8      |
| Luca Morisi              | 620 | le 11 février 2012 contre l'Angleterre         | le 29 septembre 2023 contre la Nouvelle-Zélande | 49     | 25     |
| Alberto De Marchi        | 621 | le 9 juin 2012 contre l'Argentine              | le 11 octobre 2015 contre la Roumanie           | 29     | 0      |
| Davide Giazzon           | 622 | le 9 juin 2012 contre l'Argentine              | le 19 mars 2016 contre le pays de Galles        | 29     | 0      |
| Lorenzo Romano           | 623 | le 9 juin 2012 contre l'Argentine              | le 15 juin 2012 contre le Canada                | 2      | 0      |
| Alberto Benettin         | 624 | le 15 juin 2012 contre le Canada               | le 15 juin 2012 contre le Canada                | 1      | 0      |
| Andrea Pratichetti       | 625 | le 15 juin 2012 contre le Canada               | le 19 mars 2016 contre le pays de Galles        | 4      | 0      |
| Marco Fuser              | 626 | le 15 juin 2012 contre le Canada               | le 10 juillet 2022 contre la Géorgie            | 41     | 5      |
| Tommaso Iannone          | 627 | le 10 novembre 2012 contre les Tonga           | le 21 juin 2014 contre le Japon                 | 10     | 5      |
| Francesco Minto          | 628 | le 17 novembre 2012 contre la Nouvelle-Zélande | le 25 novembre 2017 contre l'Afrique du Sud     | 39     | 0      |
| Alberto Di Bernardo      | 629 | le 8 juin 2013 contre l'Afrique du Sud         | le 9 novembre 2013 contre l'Australie           | 4      | 31     |
| Andrea Manici            | 630 | le 15 juin 2013 contre les Samoa               | le 11 octobre 2015 contre la Roumanie           | 16     | 0      |
| Leandro Cedaro           | 631 | le 22 juin 2013 contre l'Écosse                | le 22 juin 2013 contre l'Écosse                 | 1      | 0      |
| Leonardo Sarto           | 632 | le 22 juin 2013 contre l'Écosse                | le 1er février 2020 contre le pays de Galles    | 35     | 40     |
| Alberto Chillon          | 633 | le 22 juin 2013 contre l'Écosse                | le 22 juin 2013 contre l'Écosse                 | 1      | 0      |
| Tommaso Allan            | 634 | le 9 novembre 2013 contre l'Australie          | le 15 mars 2025 contre l'Irlande                | 86     | 547    |
| Michele Campagnaro       | 635 | le 16 novembre 2013 contre les Fidji           | le 4 octobre 2019 contre l'Afrique du Sud       | 46     | 45     |
| Angelo Esposito          | 636 | le 1er février 2014 contre le pays de Galles   | le 10 août 2019 contre l'Irlande                | 21     | 15     |
| George Biagi             | 637 | le 15 mars 2014 contre l'Angleterre            | le 3 novembre 2018 contre l'Irlande             | 23     | 0      |
| Guglielmo Palazzani      | 638 | le 7 juin 2014 contre les Fidji                | le 27 février 2021 contre l'Irlande             | 44     | 15     |
| Andrea de Marchi         | 639 | le 7 juin 2014 contre les Fidji                | le 21 juin 2014 contre le Japon                 | 2      | 0      |
| Dario Chistolini         | 640 | le 14 juin 2014 contre les Samoa               | le 18 novembre 2017 contre l'Argentine          | 20     | 0      |
| Kelly Haimona            | 641 | le 8 novembre 2014 contre les Samoa            | le 19 mars 2016 contre le pays de Galles        | 11     | 65     |
| Samuela Vunisa           | 642 | le 22 novembre 2014 contre l'Afrique du Sud    | le 11 octobre 2015 contre la Roumanie           | 11     | 0      |
| Marco Barbini            | 643 | le 7 février 2015 contre l'Irlande             | le 9 février 2019 contre le pays de Galles      | 3      | 0      |
| Giulio Bisegni           | 644 | le 14 février 2015 contre l'Angleterre         | le 22 février 2020 contre l'Ecosse              | 16     | 0      |
| Enrico Bacchin           | 645 | le 28 février 2015 contre l'Écosse             | le 11 octobre 2015 contre la Roumanie           | 5      | 0      |
| Michele Visentin         | 646 | le 28 février 2015 contre l'Écosse             | le 28 février 2015 contre l'Écosse              | 1      | 0      |
| Carlo Canna              | 647 | le 22 août 2015 contre l'Écosse                | le 6 novembre 2021 contre la Nouvelle-Zélande   | 53     | 152    |
| Marcello Violi           | 648 | le 22 août 2015 contre l'Écosse                | le 20 mars 2021 contre l'Ecosse                 | 21     | 3      |
| Mattia Bellini           | 649 | le 6 février 2016 contre la France             | le 20 mars 2021 contre l'Ecosse                 | 31     | 55     |
| Ornel Gega               | 650 | le 6 février 2016 contre la France             | le 24 juin 2017 contre l'Australie              | 15     | 15     |
| Andrea Lovotti           | 651 | le 6 février 2016 contre la France             | le 20 mars 2021 contre l'Ecosse                 | 47     | 0      |
| David Odiete             | 652 | le 6 février 2016 contre la France             | le 26 juin 2016 contre le Canada                | 7      | 5      |
| Dries van Schalkwyk      | 653 | le 6 février 2016 contre la France             | le 24 juin 2017 contre l'Australie              | 15     | 5      |
| Matteo Zanusso           | 654 | le 6 février 2016 contre la France             | le 19 mars 2016 contre le pays de Galles        | 5      | 0      |
| Edoardo Padovani         | 655 | le 14 février 2016 contre l'Angleterre         | le 11 mars 2023 contre le pays de Galles        | 43     | 68     |
| Braam Steyn              | 656 | le 14 février 2016 contre l'Angleterre         | le 19 mars 2022 contre le pays de Galles        | 50     | 15     |
| Pietro Ceccarelli        | 657 | le 12 mars 2016 contre l'Irlande               | le 17 novembre 2024 contre la Géorgie           | 35     | 0      |
| Oliviero Fabiani         | 658 | le 12 mars 2016 contre l'Irlande               | le 13 mars 2021 contre l'Angleterre             | 11     | 0      |
| Alberto Lucchese         | 659 | le 12 mars 2016 contre l'Irlande               | le 19 mars 2016 contre le pays de Galles        | 2      | 0      |
| Jacopo Sarto             | 660 | le 19 mars 2016 contre le pays de Galles       | le 19 mars 2016 contre le pays de Galles        | 1      | 0      |
| Tommaso Castello         | 661 | le 11 juin 2016 contre l'Argentine             | le 9 mars 2019 contre l'Angleterre              | 18     | 0      |
| Sami Panico              | 662 | le 11 juin 2016 contre l'Argentine             | le 18 mars 2017 contre l'Écosse                 | 10     | 0      |
| Maxime Mbanda            | 663 | le 18 juin 2016 contre les États-Unis          | le 20 mars 2021 contre l'Ecosse                 | 28     | 10     |
| Sebastian Negri          | 664 | le 18 juin 2016 contre les États-Unis          | le 12 juillet 2025 contre l'Afrique du Sud      | 65     | 10     |
| Tommaso Boni             | 665 | le 26 juin 2016 contre le Canada               | le 23 février 2018 contre la France             | 11     | 5      |
| Giorgio Bronzini         | 666 | le 12 novembre 2016 contre la Nouvelle-Zélande | le 11 mars 2017 contre la France                | 7      | 0      |
| Simone Ferrari           | 667 | le 19 novembre 2016 contre l'Afrique du Sud    | le 12 juillet 2025 contre l'Afrique du Sud      | 65     | 10     |
| Nicola Quaglio           | 668 | le 19 novembre 2016 contre l'Afrique du Sud    | le 4 octobre 2019 contre l'Afrique du Sud       | 14     | 0      |
| Luca Sperandio           | 669 | le 11 mars 2017 contre la France               | le 27 février 2021 contre l'Irlande             | 11     | 5      |
| Federico Ruzza           | 670 | le 18 mars 2017 contre l'Écosse                | le 15 mars 2025 contre l'Irlande                | 64     | 0      |
| Luca Bigi                | 671 | le 10 juin 2017 contre l'Écosse                | le 25 août 2023 contre le Japon                 | 48     | 5      |
| Dean Budd                | 672 | le 10 juin 2017 contre l'Écosse                | le 22 février 2020 contre l'Ecosse              | 29     | 10     |
| Federico Zani            | 673 | le 10 juin 2017 contre l'Écosse                | le 6 octobre 2023 contre la France              | 24     | 10     |
| Tiziano Pasquali         | 674 | le 17 juin 2017 contre les Fidji               | le 12 mars 2022 contre l'Ecosse                 | 25     | 5      |
| Marco Lazzaroni          | 675 | le 24 juin 2017 contre l'Australie             | le 13 mars 2021 contre l'Angleterre             | 15     | 0      |
| Jayden Hayward           | 676 | le 11 novembre 2017 contre les Fidji           | le 24 octobre 2020 contre l'Irlande             | 27     | 5      |
| Giovanni Licata          | 677 | le 11 novembre 2017 contre les Fidji           | le 20 novembre 2021 contre l'Uruguay            | 13     | 0      |
| Ian McKinley             | 678 | le 11 novembre 2017 contre les Fidji           | le 10 août 2019 contre l'Irlande                | 9      | 3      |
| Matteo Minozzi           | 679 | le 18 novembre 2017 contre l'Argentine         | le 13 novembre 2021 contre l'Argentine          | 23     | 50     |
| Renato Giammarioli       | 680 | le 25 novembre 2017 contre l'Afrique du Sud    | le 10 juillet 2022 contre la Géorgie            | 8      | 0      |
| Jake Polledri            | 681 | le 17 mars 2018 contre l'Écosse                | le 12 février 2023 contre l'Angleterre          | 20     | 20     |
| Giosue Zilocchi          | 682 | le 9 juin 2018 contre le Japon                 | le 15 mars 2025 contre l'Irlande                | 24     | 0      |
| Cherif Traorè            | 683 | le 16 juin 2018 contre le Japon                | le 1er juillet 2022 contre la Roumanie          | 16     | 5      |
| Johan Meyer              | 684 | le 3 novembre 2018 contre l'Irlande            | le 20 mars 2021 contre l'Ecosse                 | 14     | 10     |
| Jimmy Tuivaiti           | 685 | le 3 novembre 2018 contre l'Irlande            | le 9 février 2020 contre la France              | 6      | 0      |
| David Sisi               | 686 | le 2 février 2019 contre l'Écosse              | le 6 octobre 2023 contre la France              | 30     | 0      |
| Marco Zanon              | 687 | le 16 mars 2019 contre la France               | le 12 juillet 2025 contre l'Afrique du Sud      | 21     | 10     |
| Marco Riccioni           | 688 | le 10 août 2019 contre l'Irlande               | le 27 juin 2025 contre la Namibie               | 34     | 5      |
| Callum Braley            | 689 | le 10 août 2019 contre l'Irlande               | le 19 mars 2022 contre le pays de Galles        | 15     | 5      |
| Niccolò Cannone          | 690 | le 1er février 2020 contre le pays de Galles   | le 12 juillet 2025 contre l'Afrique du Sud      | 55     | 10     |
| Danilo Fischetti         | 691 | le 1er février 2020 contre le pays de Galles   | le 12 juillet 2025 contre l'Afrique du Sud      | 55     | 0      |
| Paolo Garbisi            | 692 | le 24 octobre 2020 contre l'Irlande            | le 15 mars 2025 contre l'Irlande                | 46     | 241    |
| Gianmarco Lucchesi       | 693 | le 24 octobre 2020 contre l'Irlande            | le 15 mars 2025 contre l'Irlande                | 34     | 5      |
| Federico Mori            | 694 | le 24 octobre 2020 contre l'Irlande            | le 9 mars 2024 contre l'Ecosse                  | 17     | 0      |
| Jacopo Trulla            | 695 | le 14 novembre 2020 contre l'Ecosse            | le 12 juillet 2025 contre l'Afrique du Sud      | 17     | 20     |
| Stephen Varney           | 696 | le 14 novembre 2020 contre l'Ecosse            | le 12 juillet 2025 contre l'Afrique du Sud      | 34     | 32     |
| Michele Lamaro           | 697 | le 28 novembre 2020 contre la France           | le 15 mars 2025 contre l'Irlande                | 48     | 10     |
| Cristian Stoian          | 698 | le 28 novembre 2020 contre la France           | le 5 décembre 2020 contre le pays de Galles     | 2      | 0      |
| Monty Ioane              | 699 | le 5 décembre 2020 contre le pays de Galles    | le 15 mars 2025 contre l'Irlande                | 39     | 80     |
| Juan Ignacio Brex        | 700 | le 6 février 2021 contre la France             | le 15 mars 2025 contre l'Irlande                | 46     | 35     |

## 701 à 800
| Sommaire                                                                             |
| ------------------------------------------------------------------------------------ |
| Haut • 1 à 100 • 101 à 200 • 201 à 300 • 301 à 400 • 401 à 500 501 à 600 • 601 à 700 |

| Nom                    | No  | Première sélection                            | Dernière sélection                              | Matchs | Points |
| ---------------------- | --- | --------------------------------------------- | ----------------------------------------------- | ------ | ------ |
| Daniele Rimpelli       | 701 | le 6 février 2021 contre la France            | le 6 février 2021 contre la France              | 1      | 0      |
| Riccardo Favretto      | 702 | le 20 mars 2021 contre l'Ecosse               | le 27 juin 2025 contre la Namibie               | 7      | 0      |
| Ivan Nemer             | 703 | le 6 novembre 2021 contre la Nouvelle-Zélande | le 29 septembre 2023 contre la Nouvelle-Zélande | 16     | 0      |
| Giovanni Pettinelli    | 704 | le 13 novembre 2021 contre l'Argentine        | le 20 septembre 2023 contre l'Uruguay           | 14     | 0      |
| Alessandro Fusco       | 705 | le 13 novembre 2021 contre l'Argentine        | le 5 juillet 2025 contre l'Afrique du Sud       | 20     | 20     |
| Pierre Bruno           | 706 | le 20 novembre 2021 contre l'Uruguay          | le 6 octobre 2023 contre la France              | 15     | 25     |
| Hame Faiva             | 707 | le 20 novembre 2021 contre l'Uruguay          | le 6 octobre 2023 contre la France              | 10     | 10     |
| Iliesa Ratuva Tavuyara | 708 | le 20 novembre 2021 contre l'Uruguay          | le 20 novembre 2021 contre l'Uruguay            | 1      | 0      |
| Tommaso Menoncello     | 709 | le 6 février 2022 contre la France            | le 12 juillet 2025 contre l'Afrique du Sud      | 31     | 45     |
| Toa Halafihi           | 710 | le 6 février 2022 contre la France            | le 29 septembre 2023 contre la Nouvelle-Zélande | 13     | 5      |
| Manuel Zuliani         | 711 | le 6 février 2022 contre la France            | le 12 juillet 2025 contre l'Afrique du Sud      | 35     | 10     |
| Leonardo Marin         | 712 | le 6 février 2022 contre la France            | le 27 juin 2025 contre la Namibie               | 15     | 12     |
| Andrea Zambonin        | 713 | le 13 février 2022 contre l'Angleterre        | le 12 juillet 2025 contre l'Afrique du Sud      | 12     | 5      |
| Giacomo Nicotera       | 714 | le 12 mars 2022 contre l'Ecosse               | le 27 juin 2025 contre la Namibie               | 34     | 10     |
| Ange Capuozzo          | 715 | le 12 mars 2022 contre l'Ecosse               | le 15 mars 2025 contre l'Irlande                | 28     | 70     |
| Filippo Alongi         | 716 | le 19 mars 2022 contre le pays de Galles      | le 29 juillet 2023 contre l'Ecosse              | 2      | 0      |
| Giacomo Da Re          | 717 | le 25 juin 2022 contre le Portugal            | le 12 juillet 2025 contre l'Afrique du Sud      | 5      | 25     |
| Manfredi Albanese      | 718 | le 25 juin 2022 contre le Portugal            | le 5 novembre 2022 contre les Samoa             | 3      | 0      |
| Ion Neculai            | 719 | le 25 juin 2022 contre le Portugal            | le 10 juillet 2022 contre la Géorgie            | 3      | 0      |
| Alessandro Garbisi     | 720 | le 1er juillet 2022 contre la Roumanie        | le 12 juillet 2025 contre l'Afrique du Sud      | 18     | 25     |
| Lorenzo Cannone        | 721 | le 5 novembre 2022 contre les Samoa           | le 5 juillet 2025 contre l'Afrique du Sud       | 30     | 20     |
| Enrico Lucchin         | 722 | le 5 novembre 2022 contre les Samoa           | le 5 novembre 2022 contre les Samoa             | 1      | 0      |
| Edoardo Iachizzi       | 723 | le 5 février 2023 contre la France            | le 12 juillet 2024 contre les Tonga             | 8      | 0      |
| Simone Gesi            | 724 | le 18 mars 2023 contre l'Ecosse               | le 5 juillet 2025 contre l'Afrique du Sud       | 5      | 5      |
| Marco Manfredi         | 725 | le 18 mars 2023 contre l'Ecosse               | le 6 octobre 2023 contre la France              | 3      | 0      |
| Lorenzo Pani           | 726 | le 29 juillet 2023 contre l'Ecosse            | le 16 mars 2024 contre le pays de Galles        | 8      | 15     |
| Martin Page-Relo       | 727 | le 29 juillet 2023 contre l'Ecosse            | le 15 mars 2025 contre l'Irlande                | 18     | 28     |
| Dino Lamb              | 728 | le 5 août 2023 contre l'Irlande               | le 15 mars 2025 contre l'Irlande                | 12     | 10     |
| Paolo Odogwu           | 729 | le 5 août 2023 contre l'Irlande               | le 27 juin 2025 contre la Namibie               | 7      | 10     |
| Paolo Buonfiglio       | 730 | le 5 août 2023 contre l'Irlande               | le 5 août 2023 contre l'Irlande                 | 1      | 0      |
| Mirco Spagnolo         | 731 | le 3 février 2024 contre l'Angleterre         | le 12 juillet 2025 contre l'Afrique du Sud      | 17     | 5      |
| Alessandro Izekor      | 732 | le 3 février 2024 contre l'Angleterre         | le 12 juillet 2025 contre l'Afrique du Sud      | 6      | 0      |
| Ross Vintcent          | 733 | le 11 février 2024 contre l'Irlande           | le 12 juillet 2025 contre l'Afrique du Sud      | 17     | 10     |
| Louis Lynagh           | 734 | le 9 mars 2024 contre l'Ecosse                | le 12 juillet 2025 contre l'Afrique du Sud      | 7      | 10     |
| Matt Gallagher         | 735 | le 5 juillet 2024 contre les Samoa            | le 9 mars 2025 contre l'Angleterre              | 3      | 0      |
| Loris Zarantonello     | 736 | le 5 juillet 2024 contre les Samoa            | le 5 juillet 2024 contre les Samoa              | 1      | 0      |
| Giulio Bertaccini      | 737 | le 17 novembre 2024 contre la Géorgie         | le 12 juillet 2025 contre l'Afrique du Sud      | 4      | 0      |
| Luca Rizzoli           | 738 | le 1er février 2025 contre l'Ecosse           | le 8 février 2025 contre le pays de Galles      | 2      | 0      |
| Tommaso Di Bartolomeo  | 739 | le 27 juin 2025 contre la Namibie             | le 12 juillet 2025 contre l'Afrique du Sud      | 3      | 0      |
| Muhamed Hasa           | 740 | le 27 juin 2025 contre la Namibie             | le 12 juillet 2025 contre l'Afrique du Sud      | 3      | 0      |
| Mirko Belloni          | 741 | le 27 juin 2025 contre la Namibie             | le 12 juillet 2025 contre l'Afrique du Sud      | 2      | 0      |
| Pablo Dimcheff         | 742 | le 5 juillet 2025 contre l'Afrique du Sud     | le 12 juillet 2025 contre l'Afrique du Sud      | 2      | 5      |
| Matteo Canali          | 743 | le 5 juillet 2025 contre l'Afrique du Sud     | le 12 juillet 2025 contre l'Afrique du Sud      | 2      | 0      |
| David Odiase           | 744 | le 5 juillet 2025 contre l'Afrique du Sud     | le 12 juillet 2025 contre l'Afrique du Sud      | 2      | 0      |